# Aumale (Seine-Maritime)
Pour les articles homonymes, voir Aumale et Albemarle.
Aumale est une commune française située dans le département de la Seine-Maritime en région Normandie.

## Géographie

### Localisation
Aumale est un gros bourg rural normand situé dans la vallée de la Bresle.
Située dans la Seine-Maritime, la commune est limitrophe des départements de l'Oise et de la Somme.
Aumale est située à 16 km de Formerie et d'Hornoy-le-Bourg, à 18 km de Foucarmont et de Poix-de-Picardie, à 21 km de Grandvilliers, à 22 km de Blangy-sur-Bresle et à 26 km de Neufchâtel-en-Bray et de Forges-les-Eaux.
La commune est la ville-centre de son unité urbaine et de son bassin de vie. Elle se trouve dans la zone d'emploi de La Vallée de la Bresle-Vimeu.

### Communes limitrophes
Les communes limitrophes sont Quincampoix-Fleuzy, Ellecourt, Haudricourt, Gauville, Lafresguimont-Saint-Martin, Morienne, Morvillers-Saint-Saturnin et Saint-Valery.
| Morienne    | Ellecourt                 | Lafresguimont-Saint-Martin (Somme) |
|             | Aumale                    | Gauville (Somme)                   |
| Haudricourt | Quincampoix-Fleuzy (Oise) | Morvillers-Saint-Saturnin Somme    |

### Géologie et relief
La superficie de la commune est de 9,06 km2 ; son altitude varie de 106  à   212 mètres.

### Hydrographie
La commune est située dans le bassin Seine-Normandie. Elle est drainée par la Bresle, le ruisseau du Menillet, le cours d'eau 01 de la Commune d'Aumale, des bras de la Bresle et divers autres petits cours d'eau.
La Bresle est un fleuve côtier d'une longueur de 68 km, qui prend sa source dans la commune d'Abancourt, à 180 mètres d’altitude, et se jette  dans la Manche au Tréport, après avoir traversé 30 communes. 

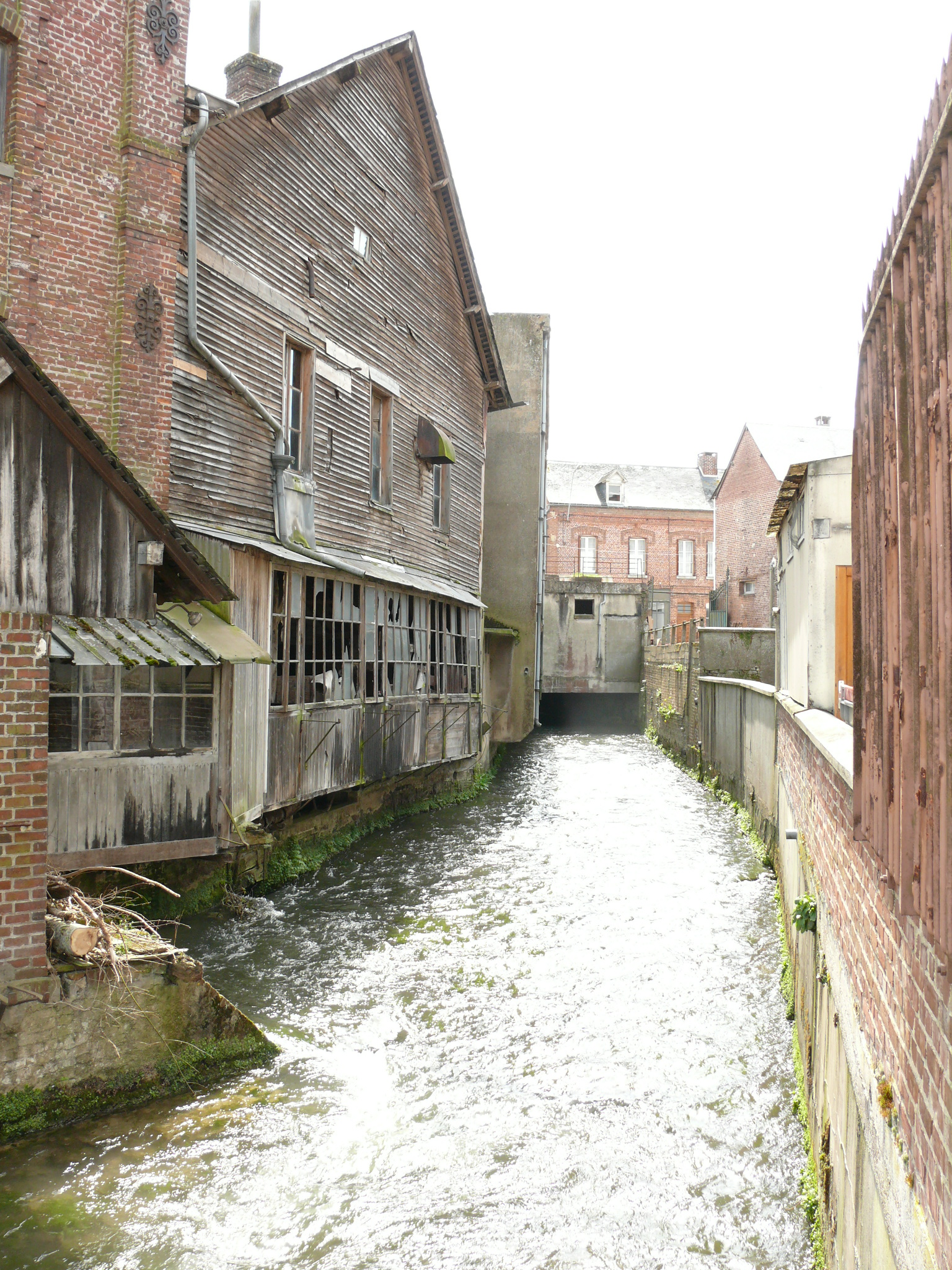
La Bresle passe le long de l'ancienne minoterie Lambotte.
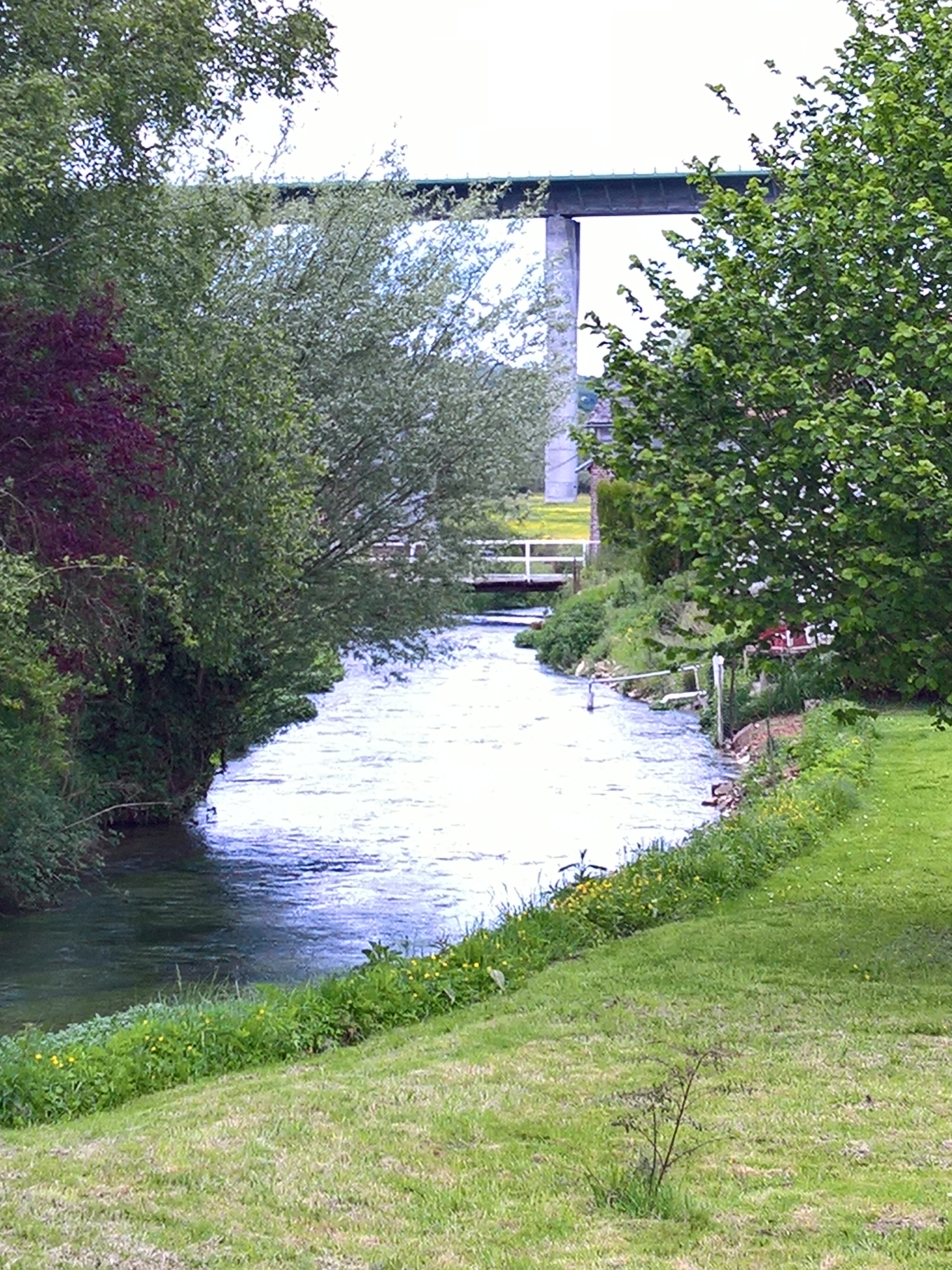
La Bresle au hameau du Cardonnoy, surplombé par le viaduc autoroutier.

Trois plans d'eau complètent le réseau hydrographique : les étangs de Fleuzy (1,89 ha), l'étang de Fleuzy (1,46 ha) et l'étang de Rivery (1,07 ha),.

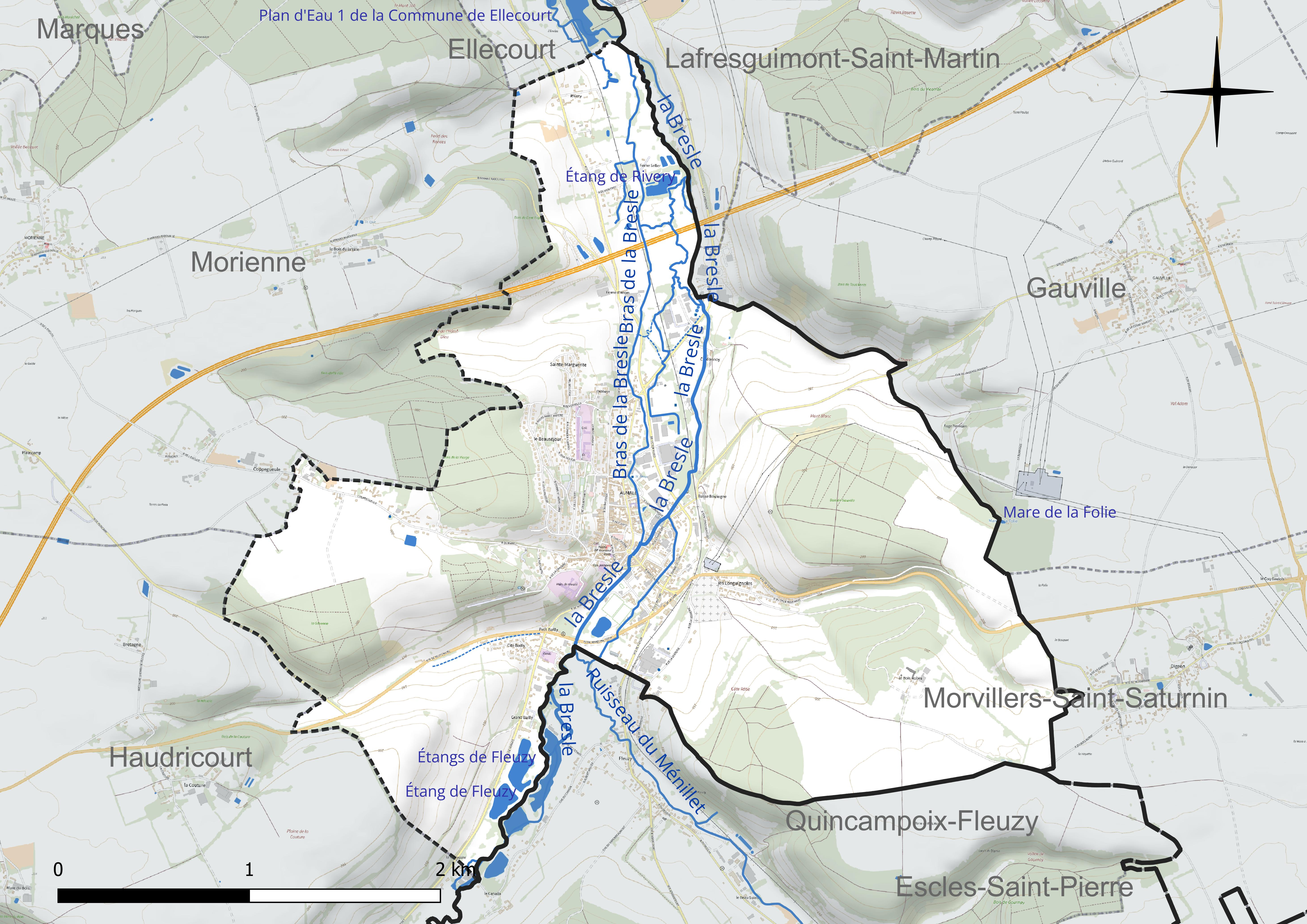
Réseau hydrographique d'Aumale.

### Climat
Pour des articles plus généraux, voir Climat de la Normandie et Climat de la Seine-Maritime.
En 2010, le climat de la commune est de type climat océanique dégradé des plaines du Centre et du Nord, selon une étude du CNRS s'appuyant sur une série de données couvrant la période 1971-2000. En 2020, Météo-France publie une typologie des climats de la France métropolitaine dans laquelle la commune est exposée à un climat océanique et est dans la région climatique Côtes de la Manche orientale, caractérisée par un faible ensoleillement (1 550 h/an) ; forte humidité de l’air (plus de 20 h/jour avec humidité relative > 80 % en hiver), vents forts fréquents. Parallèlement le GIEC normand, un groupe régional d’experts sur le climat, différencie quant à lui, dans une étude de 2020, trois grands types de climats pour la région Normandie, nuancés à une échelle plus fine par les facteurs géographiques locaux. La commune est, selon ce zonage, exposée à un « climat contrasté des collines », correspondant au Pays de Bray, bien arrosé et frais.
Pour la période 1971-2000, la température annuelle moyenne est de 10,1 °C, avec une amplitude thermique annuelle de 14 °C. Le cumul annuel moyen de précipitations est de 813 mm, avec 12,8 jours de précipitations en janvier et 8,4 jours en juillet. Pour la période 1991-2020, la température moyenne annuelle observée sur la station météorologique la plus proche, située sur la commune de Saint-Arnoult à 16 km à vol d'oiseau, est de 10,4 °C et le cumul annuel moyen de précipitations est de 797,2 mm,. Pour l'avenir, les paramètres climatiques de la commune estimés pour 2050 selon différents scénarios d’émission de gaz à effet de serre sont consultables sur un site dédié publié par Météo-France en novembre 2022.

## Urbanisme

### Typologie
Au 1er janvier 2024, Aumale est catégorisée bourg rural, selon la nouvelle grille communale de densité à sept niveaux définie par l'Insee en 2022.
Elle appartient à l'unité urbaine d'Aumale, une agglomération inter-régionale regroupant deux  communes, dont elle est ville-centre,,.
La commune est par ailleurs hors attraction des villes,.

### Occupation des sols

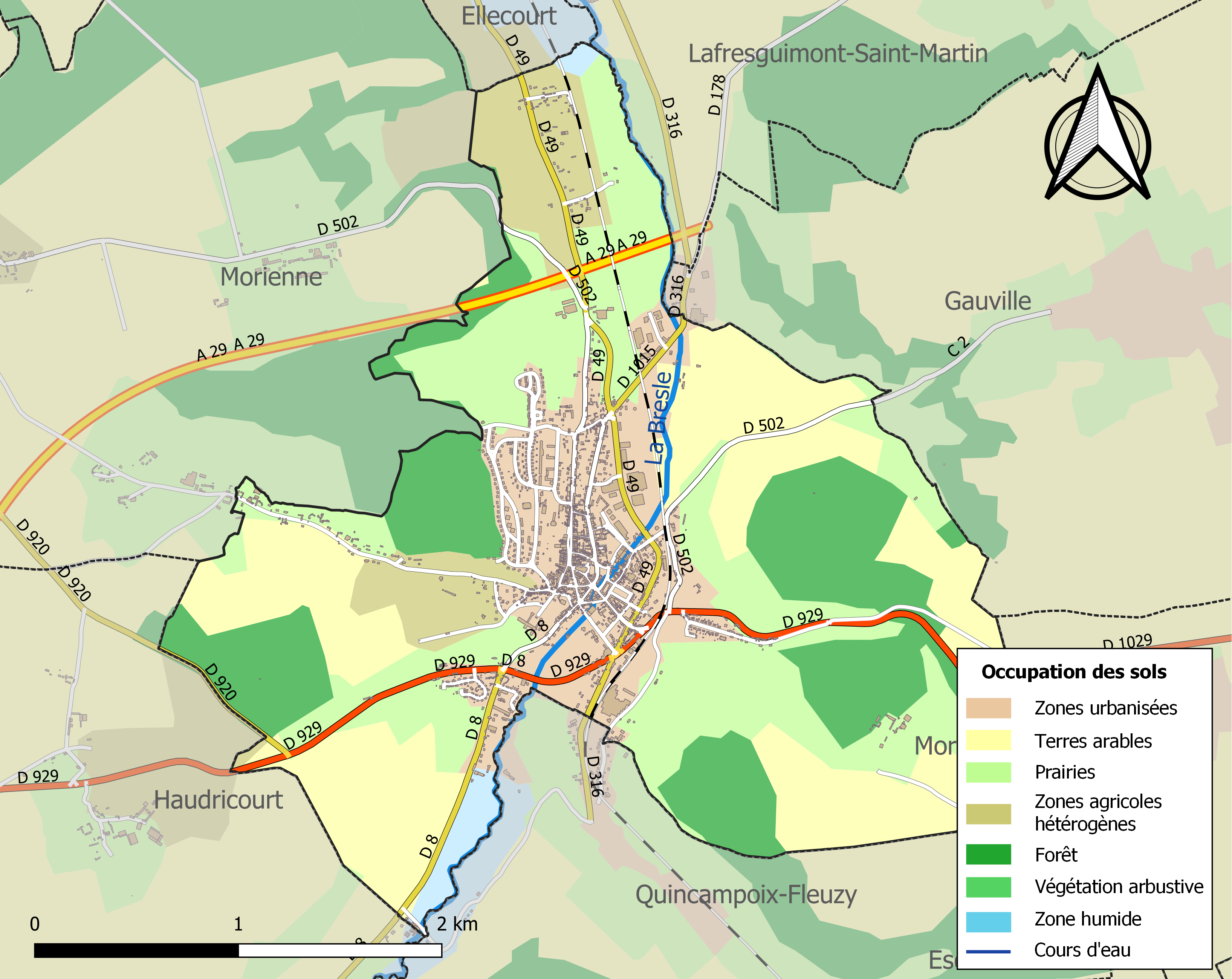
Carte des infrastructures et de l'occupation des sols de la commune en 2018 (CLC).

L'occupation des sols de la commune, telle qu'elle ressort de la base de données européenne d’occupation biophysique des sols Corine Land Cover (CLC), est marquée par l'importance des territoires agricoles (62 % en 2018), en diminution par rapport à 1990 (64,1 %).
La répartition détaillée en 2018 est la suivante : prairies (29,1 %), terres arables (24,8 %), forêts (19,6 %), zones urbanisées (16,7 %), zones agricoles hétérogènes (8,1 %), zones humides intérieures (1,6 %).
L'évolution de l’occupation des sols de la commune et de ses infrastructures peut être observée sur les différentes représentations cartographiques du territoire : la carte de Cassini (XVIIIe siècle), la carte d'état-major (1820-1866) et les cartes ou photos aériennes de l'IGN pour la période actuelle (1950 à aujourd'hui).

### Habitat et logement
En 2021, le nombre total de logements dans la commune était de 1 249, alors qu'il était de 1 320 en 2016 et de 1 308 en 2011.
Parmi ces logements, 83 % étaient des résidences principales, 2,3 % des résidences secondaires et 14,7 % des logements vacants. Ces logements étaient pour 67,3 % d'entre eux des maisons individuelles et pour 32,7 % des appartements.
Le tableau ci-dessous présente la typologie des logements à Aumale en 2021 en comparaison avec celle de la Seine-Maritime et de la France entière. Une caractéristique marquante du parc de logements est ainsi la faible proportion des résidences secondaires et logements occasionnels (2,3 %) par rapport au département (4,1 %) et à la France entière (9,7 %).
| Typologie                                               | Aumale | Seine-Maritime | France entière |
| ------------------------------------------------------- | ------ | -------------- | -------------- |
| Résidences principales (en %)                           | 83     | 88             | 82,2           |
| Résidences secondaires et logements occasionnels (en %) | 2,3    | 4,1            | 9,7            |
| Logements vacants (en %)                                | 14,7   | 7,9            | 8,1            |

### Voies de communication et transports
La ville est desservie par l'échangeur 12 (situé à 4 km) de l'A29 (Saint-Quentin-Amiens-Le Havre)
La gare d'Aumale est desservie par des trains TER Hauts-de-France de la relation P30 effectuant des missions entre les gares de Beauvais ou d'Abancourt et du Tréport - Mers.
La commune est desservie, en 2023, par la ligne 6124 du réseau interurbain de l'Oise et par les lignes 718 et 731 du réseau Trans'80.

## Toponymie
Le nom de la localité est attesté sous la forme Albamarla en 1086 - 1089,.
Albamarla est une latinisation médiévale du terme gallo-roman *ALBAMARGILA composé des éléments ALB- « blanc » et MARGILA > marle « marne » (dialecte normand masle / mâle. Toponymes Les Maslières / La Malière). Cette désignation de « blanche marne » est inspirée de la couleur du terroir ou peut-être de celle du revêtement de la rue principale.
Remarques : le mot margila est lui-même dérivé du gaulois marga. Albamargila serait le calque du celtique glisomarga « argile blanche », gliso- ayant donné le français glaise (cf. irlandais gel « blanc »). Le latin vulgaire alba a survécu dans le français moderne aube, employé dans un sens métaphorique, mais qui a pu être utilisé au sens littéral de « blanc » au Moyen Âge. Cf. Aubevoye (Eure, Alba via  1051 « chemin blanc »). La forme francisée d'Albamarla est Albemarle.

## Histoire

### Moyen Âge
En 996, le premier seigneur d'Aumale, Guérinfroy, bâtit un château fort et fonde une collégiale que desservent six chanoines. Elle devient par la suite l'abbaye Saint-Martin d'Auchy.
Aumale est érigée en comté en 1070 par Guillaume le Conquérant en faveur d'Eudes de Champagne.
Lorsqu'à l'issue de la troisième croisade, Richard Cœur de Lion est retenu prisonnier par l'empereur du Saint-Empire romain germanique Henri VI, l'occasion apparaît trop belle pour le souverain français, qui s'empare de la forteresse en 1193 et donne le comté à Renaud de Dammartin.
Au printemps 1196, le roi de France peu satisfait des termes du traité de Gaillon rompt l'accord et s'empare d'Aumale. Lors du siège, les pierriers de Philippe Auguste, détruisirent une tour.

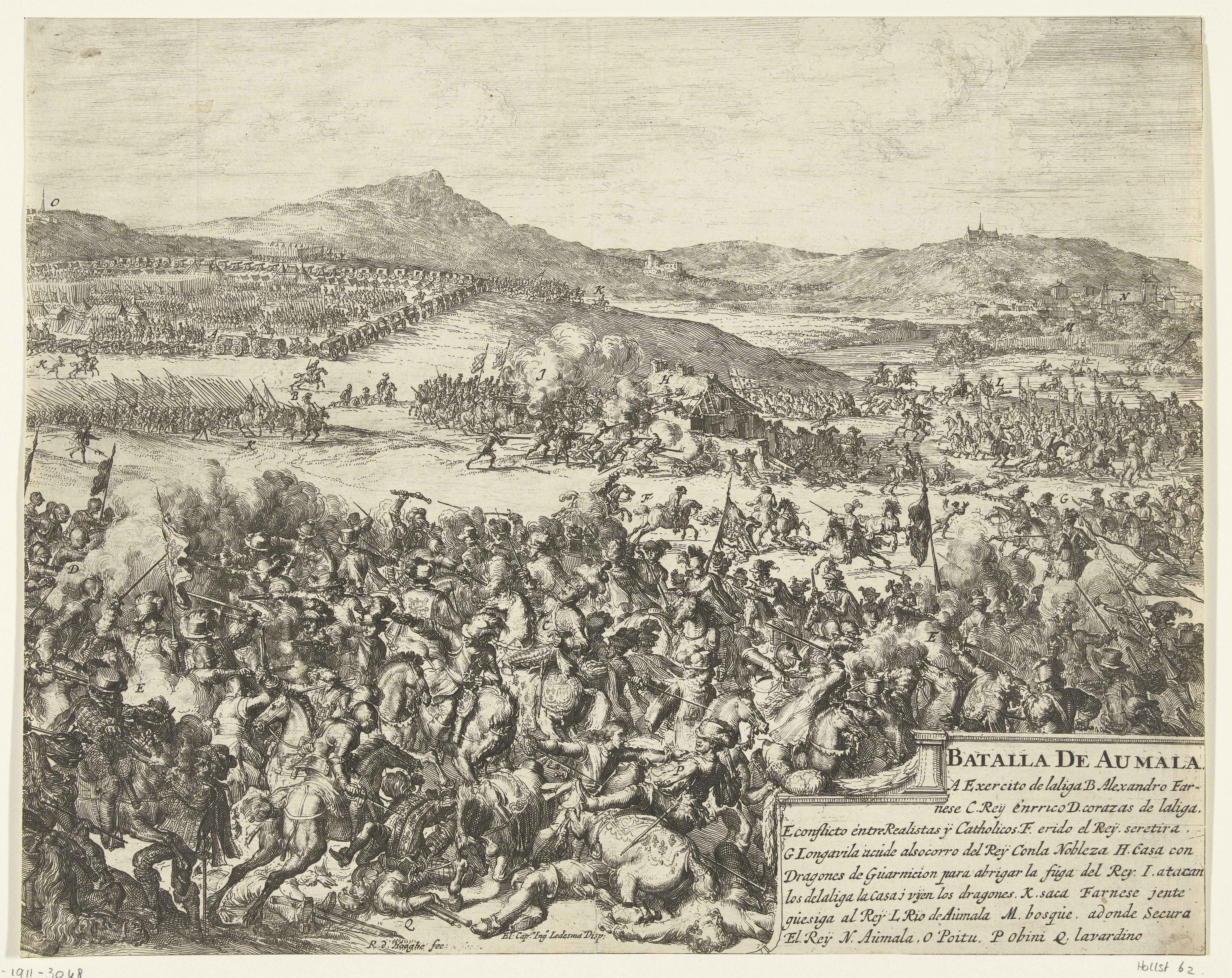
Bataille d'Aumale, le 5 février 1592.

Le titre de comte puis duc d'Albemarle (sous une forme latinisée du nom d'Aumale) n'est dès lors plus que nominal en Angleterre, comme d’autres titres normands. Au sein du royaume de France, le comté subsiste sous son nom d'Aumale.
Jeanne, fille de Simon de Dammartin, porte le comté dans la maison de Castille, qui le conserve jusqu'en 1342. Il est assiégé et conquis par les Anglais avant 1415, alors qu'il est défendu par André de Rambures. Il passe par mariage dans celle d'Harcourt, d'où il est transmis dès 1471 à René II de Lorraine par son mariage avec Jeanne d'Harcourt.
En juillet 1472, Aumale est pillée par les troupes bourguignonnes de Charles le Téméraire qui reviennent du siège de Beauvais. Sous Claude II, petit-fils de René II, ce comté est érigé en duché-pairie, 1547.

### Temps modernes
Henri IV y est blessé dans un combat livré contre les Espagnols en 1592.
Anne de Lorraine, petite-fille de Claude II, épouse en 1618, Henri de Savoie, duc de Nemours, et porte le duché d'Aumale dans la maison de Savoie, où il reste jusqu'en 1675.
Il est alors acheté par le roi de France, Louis XIV, pour le duc du Maine, son fils légitimé.
Enfin, par le mariage d'une petite-nièce de ce prince avec le duc d'Orléans (1769), il entre dans la maison d'Orléans, et le titre est porté par le cinquième fils du roi Louis-Philippe.
Le bourg était jadis renommé pour ses serges, étoffes, tanneries, faïences, industries prospères qui ont disparu. Sa foire était  célèbre dès le XIe siècle. La production textile, ruinée pendant la guerre de Cent Ans, reprend au XVIe siècle et se développe au XVIIe siècle, les troupes royales étant habillées en serge d'Aumale,
Avant la Révolution française, Aumale était le siège d'un duché englobant 23 paroisses, situées sur les deux rives de la Bresle, dans le périmètre naturel du rayonnement de son chef-lieu.
Le duché ressortissait de l'élection et du bailliage de Neufchâtel, dans la généralité de Rouen.

### Révolution française et Empire
A la Révolution, Aumale devient le chef-lieu d'un canton auquel échappèrent toutes les localités issues de l'ancien duché situées sur la rive droite de la Bresle. Les unes ( Beaucamps le Jeune, Beaucamps le Vieux, Fourcigny, Gauville, Laboissière, Lafresnoye, Montmarquet, Orival et Morvillers Saint Saturnin) furent rattachées au département de la Somme, les autres (Fouilloy, Gourchelles, Lannoy-Cuillère, Quincampoix-Fleuzy, Rothois, Saint Valery,) le furent au département de l'Oise.

### Époque contemporaine
Le bourg est desservi depuis 1873 par le chemin de fer, avec la mise en service de la Gare d'Aumale sur la section d'Abancourt à Longroy - Gamaches de la ligne de Paris au Tréport. Elle était également le terminus, en 1901, de la ligne de chemin de fer secondaire venant d'Amiens des chemins de fer départementaux de la Somme, jusqu'au prolongement de cette ligne à Envermeu en 1906. Cette ligne, concédée à la Société générale des chemins de fer économiques (SE), ferme au service voyageur en 1940, et à tout trafic en 1947.

Aumale au tout début du XXe siècle
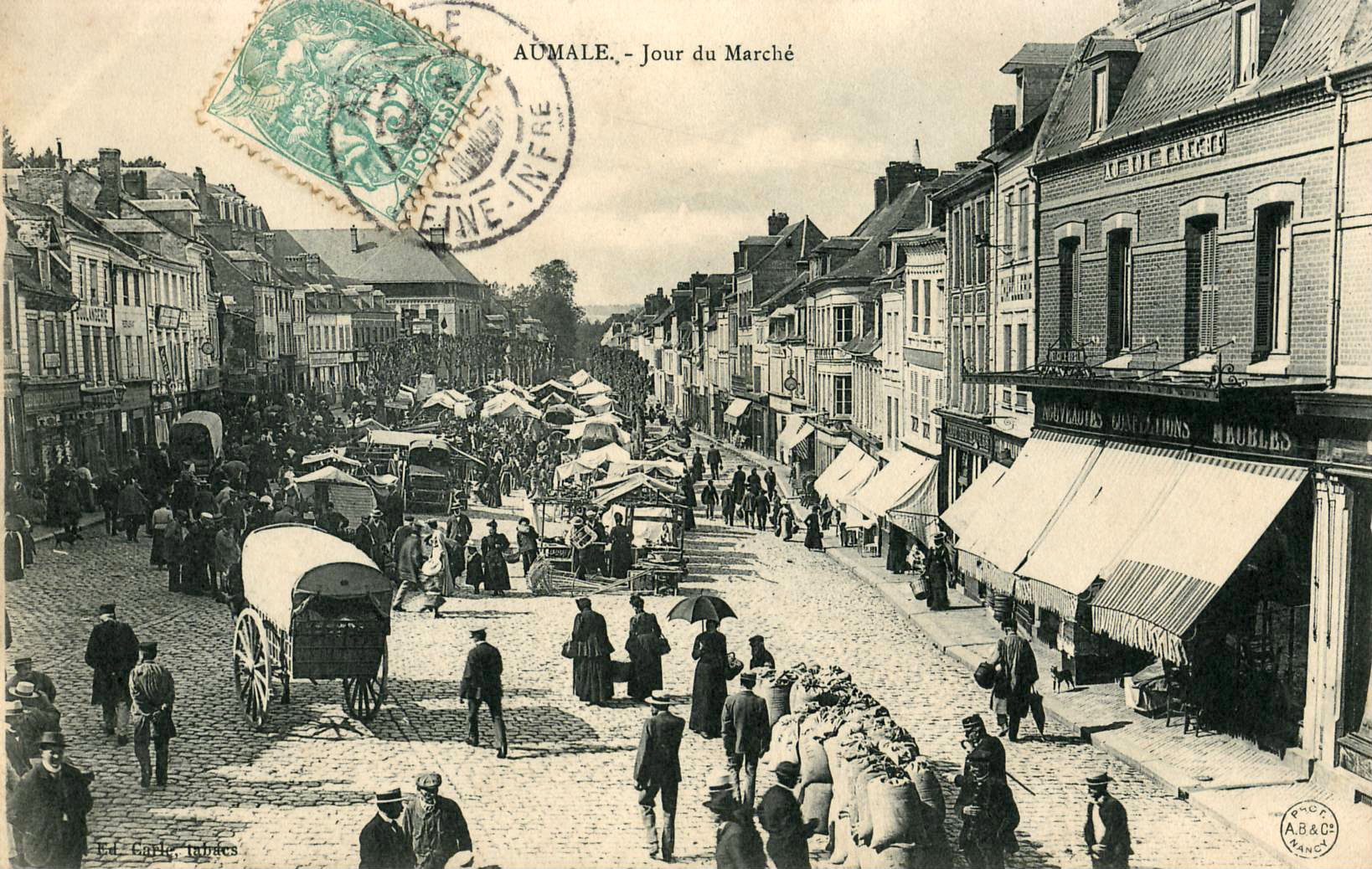
Le marché d'Aumale, dans les années 1900.
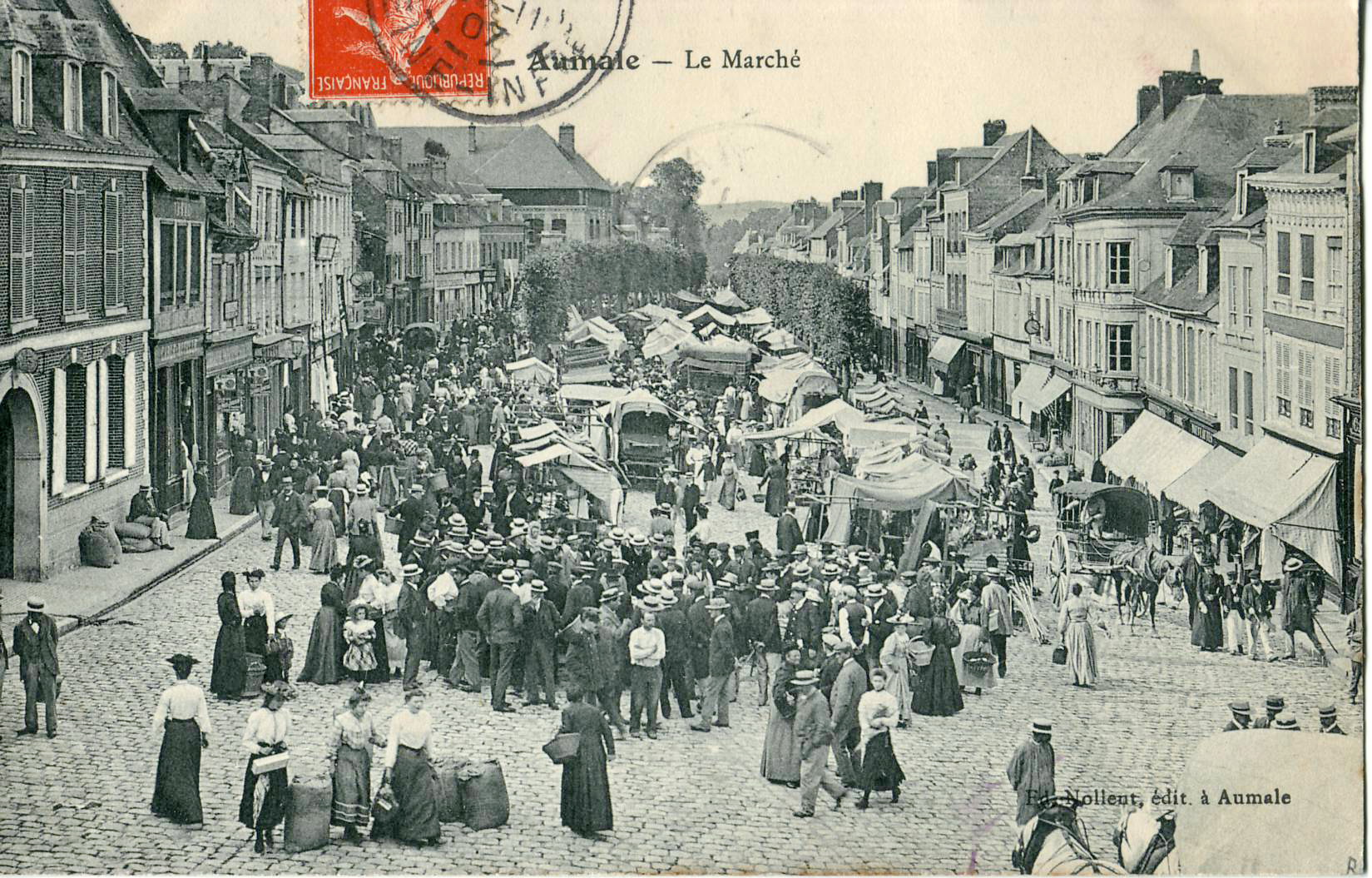
Autre vue de la place du Marché, à la même époque.
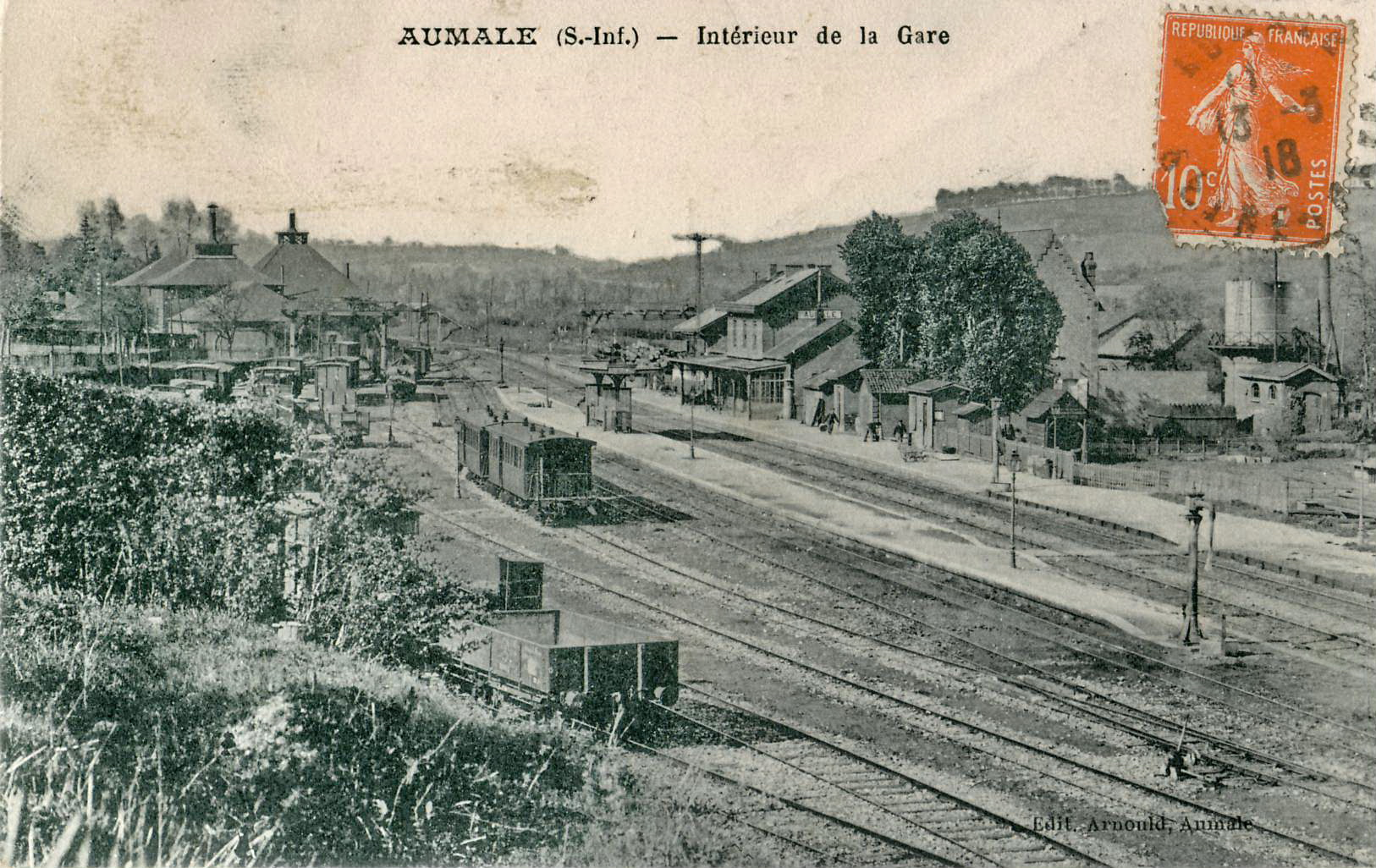
La gare d'Aumale, avant 1918 On voit au premier plan les voies de la ligne du chemin de fer secondaire à voie métrique Amiens - Envermeu, et, au second plan, près du bâtiment de la gare, les voies de la ligne Paris - Le Tréport.

### Seconde Guerre mondiale
Durant la bataille de France lors de la Seconde Guerre mondiale, Aumale est bombardée le 20 mai 1940, ce qui cause un gigantesque incendie qui dura plus de 15 jours et détruisit une grande part de la ville. Quinze personnes sont tuées pendant ce bombardement, qui se poursuit par des mitraillages de colonnes de réfugiés belges. Un nouveau bombardement a lieu le 5 juin. Le 8 juin 1940, des colonnes de la Wehrmacht traversent Aumale, toujours en feu, pour atteindre Rouen.
En 1941, un recensement indiquait que 213 des 512 immeubles de la ville étaient détruits, 65 autres étaient inhabitables, et 5 des 11 bâtiments municipaux détruits.
En 1944, des V1 (vergeltungswaffen) sont lancés par les Allemands vers l'Angleterre, à partir du bois de la Vierge, au hameau de Coppegueule.

## Politique et administration

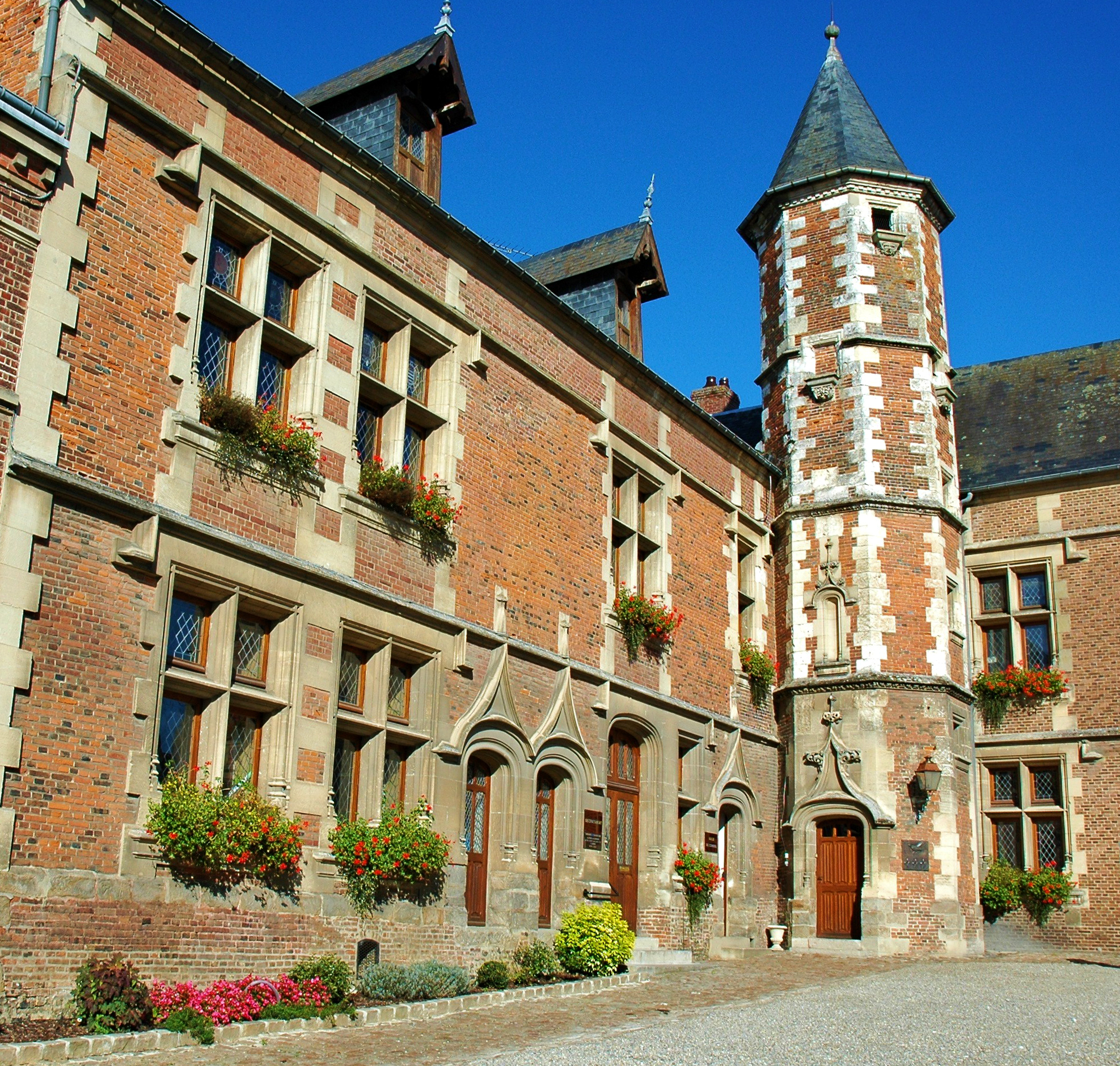
L'hôtel de ville.

### Rattachements administratifs et électoraux

#### Rattachements administratifs
La commune, située initialement dans l'arrondissement de Neufchâtel, se trouve depuis 1926 dans l'arrondissement de Dieppe du département de la Seine-Maritime.
Elle était depuis 1793 le chef-lieu du canton d'Aumale. Dans le cadre du redécoupage cantonal de 2014 en France, cette circonscription administrative territoriale a disparu, et le canton n'est plus qu'une circonscription électorale.

#### Rattachements électoraux
Pour les élections départementales, la commune fait partie depuis 2014 du canton de Gournay-en-Bray
Pour l'élection des députés, elle fait partie de la sixième circonscription de la Seine-Maritime.

### Intercommunalité
La ville était le siège de la communauté de communes du canton d'Aumale, un établissement public de coopération intercommunale (EPCI) à fiscalité propre créé fin 2001 et auquel la commune avait transféré un certain nombre de ses compétences, dans les conditions déterminées par le code général des collectivités territoriales.
La loi portant nouvelle organisation territoriale de la République (Loi NOTRe) du 7 août 2015 prescrit, dans le cadre de l'approfondissement de la coopération intercommunale, que les intercommunalités à fiscalité propre doivent, sauf exceptions, regrouper au moins 15 000 habitants.
Les communautés de communes de Blangy-sur-Bresle et du canton d'Aumale, dont aucune n'atteignait le seuil légal, ont donc été amenées à fusionner.
Cela aboutit à la création au 1er janvier 2017 de la communauté de communes interrégionale Aumale - Blangy-sur-Bresle,, dont la commune est désormais membre.

### Liste des maires
| Période                                  | Période                       | Identité                    | Étiquette    | Qualité |
| ---------------------------------------- | ----------------------------- | --------------------------- | ------------ | --- |
| Les données manquantes sont à compléter. |                               |                             |              | |
| 1800                                     | 1816                          | Félix Beuvain de Montillet  |              | |
| 1816                                     | 1848                          | Athanase Bourgois           |              | |
| 1849                                     | 1852                          | François dit Félix Thiébaut |              | Conseiller général d'Aumale (1848 → 1852) |
| 1852                                     | 1862                          | Jules Anatole Beaucousin    |              | |
| 1864                                     | 1877                          | Edouard Narcisse Chevallier | Droite       | Conseiller général d'Aumale (1871 → 1880) |
| 1878                                     | 1879                          | Jean-Baptiste Marin Pognie  |              | |
| 1881                                     | 1883                          | Nicolas Miellot             |              | |
| 1884                                     | 1888                          | Florent Cornette            |              | |
| mai 1888                                 | 1900                          | Alexandre Duchesne          | Républicain  | Conseiller général d'Aumale (1890 → 1901) |
| novembre 1900                            |                               | Alphonse Loué               |              | |
| novembre 1905                            |                               | Alfred Périer               |              | |
| mai 1908                                 |                               | Achille Bufaral             |              | |
| juin 1911                                |                               | Alphonse Loué               |              | |
| décembre 1915                            |                               | Gontran Vermont             |              | fait fonction de maire |
| décembre 1919                            |                               | Gontran Vermont             |              | |
| mai 1935                                 | 1941                          | Edgard Dupuy                | URD          | Notaire Conseiller général d'Aumale (1924 → 1940) |
| mars 1941                                |                               | Pierre Dupuy                |              | |
| septembre 1944                           | 1947                          | André Six                   |              | |
| février 1947                             | 1947                          | Emilien Fenot               |              | |
| octobre 1947                             | 1953                          | Pierre Dupuy                |              | |
| avril 1953                               | 1958                          | Jean-Noël Yvart             | DVD          | Commerçant Conseiller général d'Aumale (1955 → 1961) |
| octobre 1958                             | 1970                          | Edmond Guillemarre          | UNR puis DVD | Quincailler Conseiller général d'Aumale (1961 → 1973) |
| janvier 1970                             | 1973                          | André Châtelain             |              | |
| octobre 1973                             | mars 1989                     | Marcel Fourquez             | DVG puis DVD | Commerçant en électro-ménager Conseiller général d'Aumale (1973 → 1998) |
| mars 1989                                | mars 2008                     | Pierre-Marie Duhamel        | DVD puis UMP | Opticien Conseiller général d'Aumale (1998 → 2011) |
| mars 2008                                | avril 2010,                   | Paul Lion                   |              | Démissionnaire |
| 20 avril 2010                            | novembre 2024,                | Virginie Lucot-Avril,       | UMP → LR     | Cadre commerciale Conseillère générale d'Aumale (2011 → 2015) Conseillère départementale de Gournay-en-Bray (2015 → ) Présidente de la CC du canton d'Aumale (2008 → 2016) Vice-présidente de la CC Aumale-Blangy-sur-Bresle (2017 → ) Sénatrice de la Seine-Maritime (2024 → 2025) Démissionnaire après son entrée au Sénat |
| novembre 2024,                           | En cours (au 29 janvier 2025) | François Sellier            | LR           | Ancien technicien de maintenance dans les entreprises |

### Jumelages
Aumale est jumelée avec :
- Cuckfield (Angleterre) depuis 1991 ;
- Csurgó (Hongrie) depuis 1991[47].

## Équipements et services publics

### Espaces publics
Le bourg a obtenu en 2018 sa première fleur au 60e concours des villes et villages fleuris.

## Population et société

### Démographie

#### Évolution démographique
L'évolution du nombre d'habitants est connue à travers les recensements de la population effectués dans la commune depuis 1793. Pour les communes de moins de 10 000 habitants, une enquête de recensement portant sur toute la population est réalisée tous les cinq ans, les populations de référence des années intermédiaires étant quant à elles estimées par interpolation ou extrapolation. Pour la commune, le premier recensement exhaustif entrant dans le cadre du nouveau dispositif a été réalisé en 2007.

En 2022, la commune comptait 1 985 habitants, en évolution de −5,48 % par rapport à 2016 (Seine-Maritime : +0,35 %, France hors Mayotte : +2,11 %).
| 1793  | 1800  | 1806  | 1821  | 1831  | 1836  | 1841  | 1846  | 1851  |
| ----- | ----- | ----- | ----- | ----- | ----- | ----- | ----- | ----- |
| 1 800 | 1 815 | 1 720 | 1 902 | 1 980 | 2 003 | 2 004 | 2 218 | 2 087 |

| 1856  | 1861  | 1866  | 1872  | 1876  | 1881  | 1886  | 1891  | 1896  |
| ----- | ----- | ----- | ----- | ----- | ----- | ----- | ----- | ----- |
| 2 160 | 2 139 | 2 229 | 2 133 | 2 231 | 2 155 | 2 296 | 2 219 | 2 328 |

| 1901  | 1906  | 1911  | 1921  | 1926  | 1931  | 1936  | 1946  | 1954  |
| ----- | ----- | ----- | ----- | ----- | ----- | ----- | ----- | ----- |
| 2 383 | 2 417 | 2 412 | 2 506 | 2 482 | 2 402 | 2 350 | 2 152 | 2 462 |

| 1962  | 1968  | 1975  | 1982  | 1990  | 1999  | 2006  | 2007  | 2012  |
| ----- | ----- | ----- | ----- | ----- | ----- | ----- | ----- | ----- |
| 2 716 | 2 833 | 2 825 | 2 876 | 2 690 | 2 577 | 2 447 | 2 428 | 2 279 |

| 2017  | 2022  | - | - | - | - | - | - | - |
| ----- | ----- | - | - | - | - | - | - | - |
| 2 024 | 1 985 | - | - | - | - | - | - | - |

#### Pyramide des âges
La population de la commune est relativement âgée.
En 2018, le taux de personnes d'un âge inférieur à 30 ans s'élève à 26,4 %, soit en dessous de la moyenne départementale (36,5 %). À l'inverse, le taux de personnes d'âge supérieur à 60 ans est de 40,6 % la même année, alors qu'il est de 26,0 % au niveau départemental.
En 2018, la commune comptait 934 hommes pour 1 079 femmes, soit un taux de 53,60 % de femmes, légèrement supérieur au taux départemental (51,90 %).
Les pyramides des âges de la commune et du département s'établissent comme suit.
| Hommes | Classe d’âge | Femmes |
| ------ | ------------ | ------ |
| 1,6    | 90 ou +      | 4,2    |
| 13,7   | 75-89 ans    | 17,0   |
| 21,7   | 60-74 ans    | 22,5   |
| 20,0   | 45-59 ans    | 19,6   |
| 15,0   | 30-44 ans    | 11,5   |
| 14,2   | 15-29 ans    | 13,1   |
| 13,8   | 0-14 ans     | 12,1   |

| Hommes | Classe d’âge | Femmes |
| ------ | ------------ | ------ |
| 0,7    | 90 ou +      | 1,8    |
| 6,7    | 75-89 ans    | 9,6    |
| 16,7   | 60-74 ans    | 18     |
| 19,4   | 45-59 ans    | 19     |
| 18,5   | 30-44 ans    | 17,5   |
| 19,2   | 15-29 ans    | 17,4   |
| 18,9   | 0-14 ans     | 16,7   |

### Manifestations culturelles et festivités
- Foire du printemps et aux vins le 2e week-end de mai.
- Fête de la Saint-Guignolet le dernier dimanche d'août.
- Salon du livre le 1er samedi d'octobre.
- Foire Saint-Martin le 10 novembre.

## Culture locale et patrimoine

### Lieux et monuments
Aumale compte trois bâtiments référencés aux monuments historiques. 
- Église Saint-Pierre-Saint-Paul classée au titre des monuments historiques par liste de 1862[54], reconstruite de 1508 à 1610 après les destructions de Charles le Téméraire de 1472. Le portail latéral sud est attribué à Jean Goujon. Vitraux du XVIe siècle, chœur et abside à clefs pendantes, caveau de la famille des ducs d'Aumale[55], cuve de la chaire en bois sculpté du XVIe siècle.

Les voûtes du chœur et de l'abside sont remarquables. La nef, longtemps restée plus basse et sommée d'une voûte en bois, a été surélevée et sommée d'une voûte en pierre lors d'une campagne de travaux menée de 1889 à 1894. C'est aussi de cette époque que datent la réfection de la chaire et celle des sols.
Un programme de restauration de la nef est en cours depuis 2008.

L'église Saint-Pierre-Saint-Paul
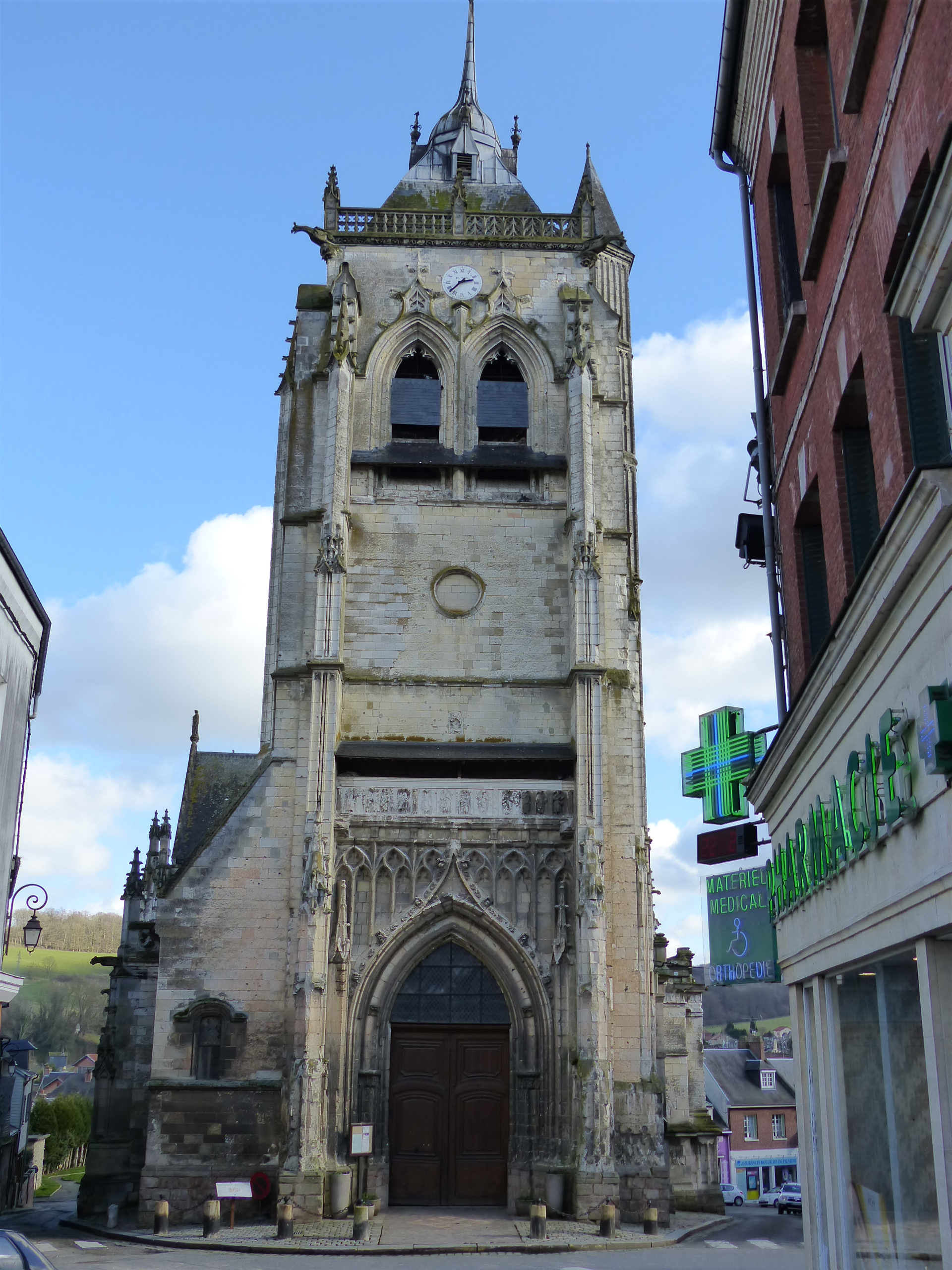
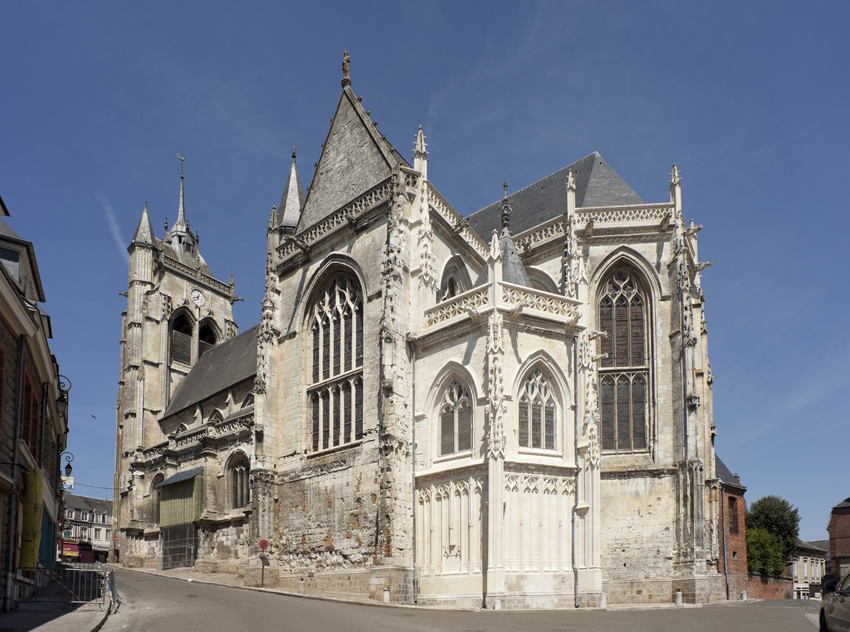
le chevet.
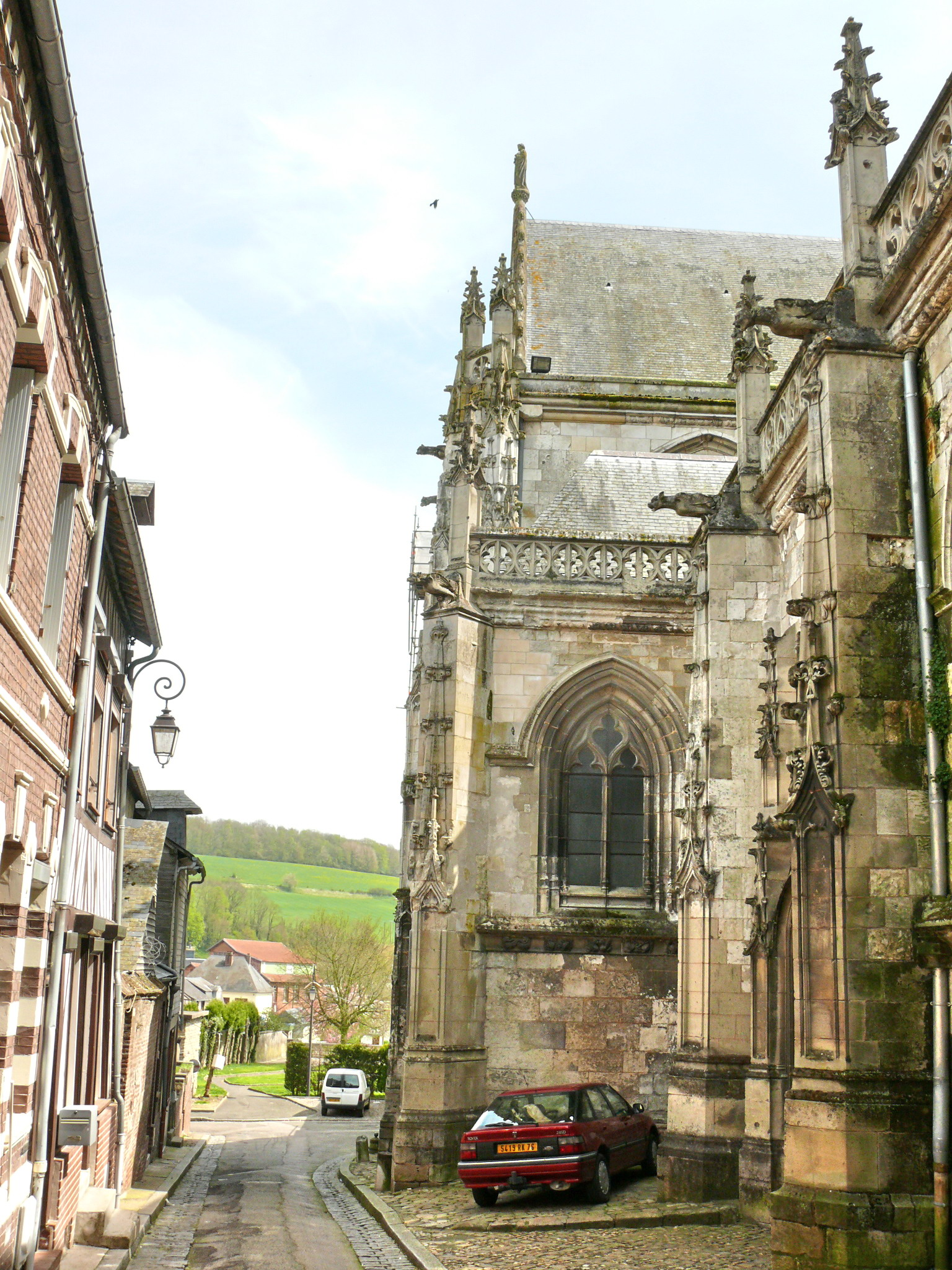
La façade nord de l'église, située à flanc de colline, d'où l'on a une vue dégagée sur la campagne avoisinante.
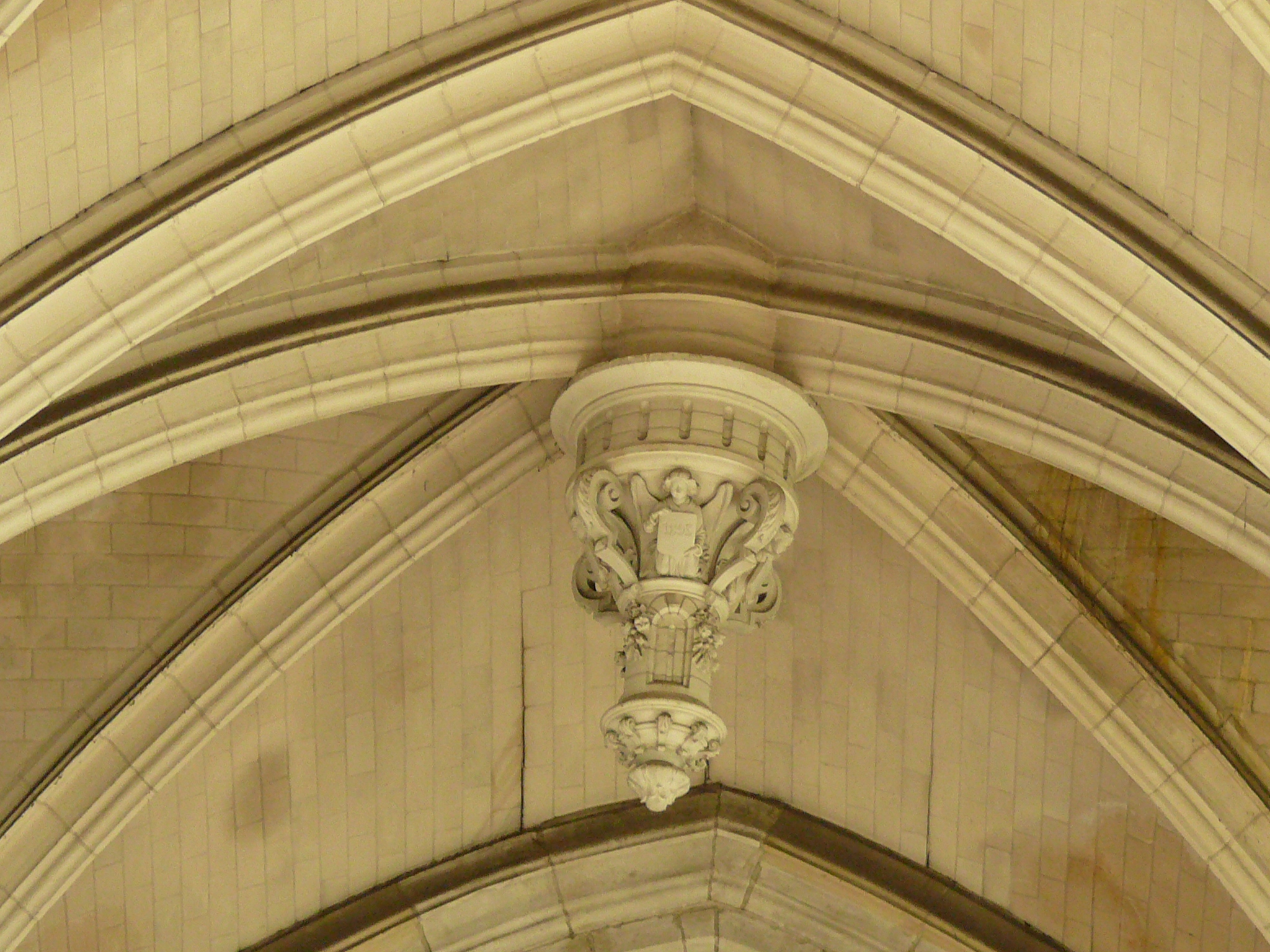
Une clé de voûte pendante de l'église.
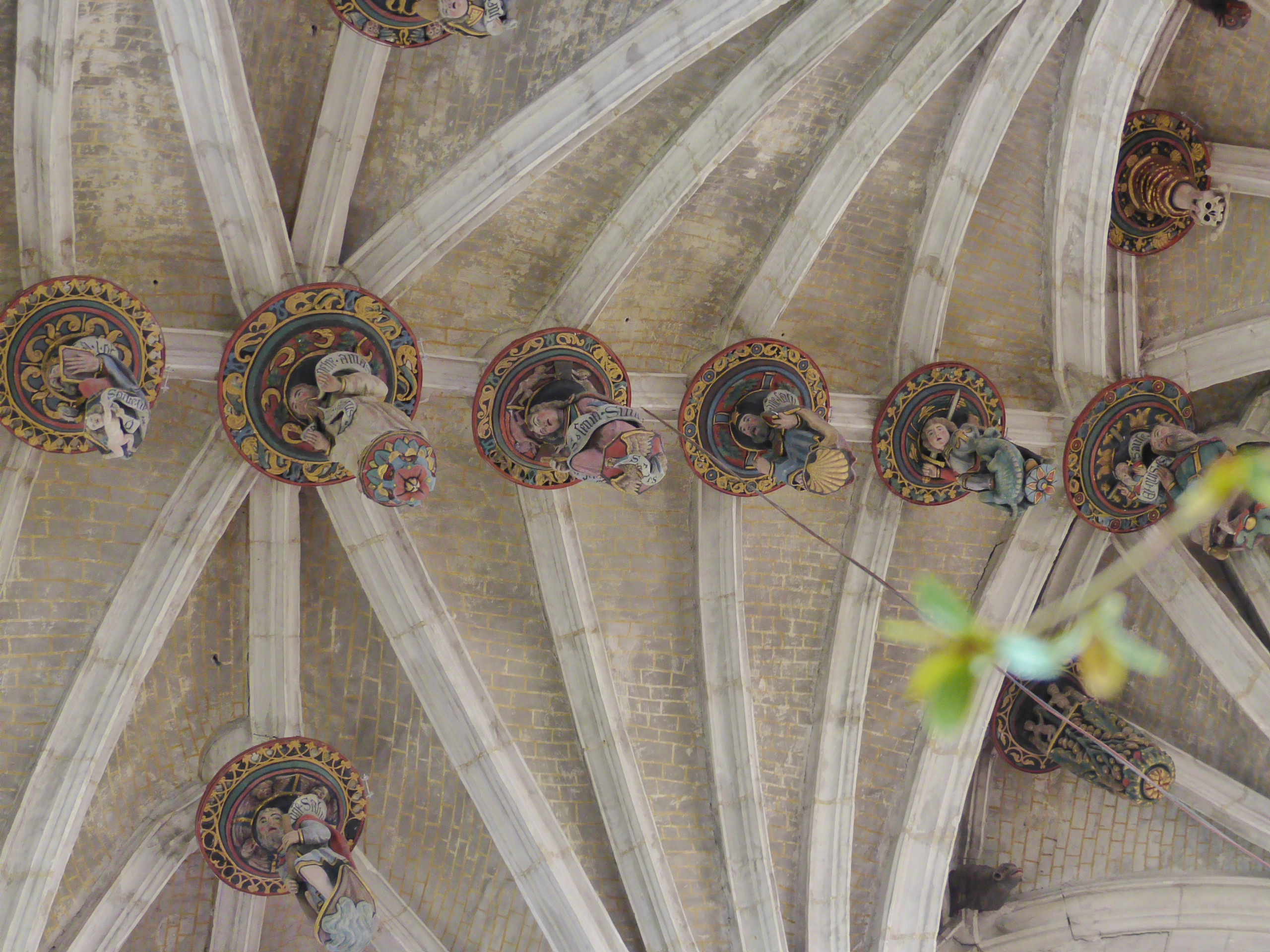
Les clés de voûte polychrome du chœur de l'église Saint-Pierre-et-Saint-Paul.
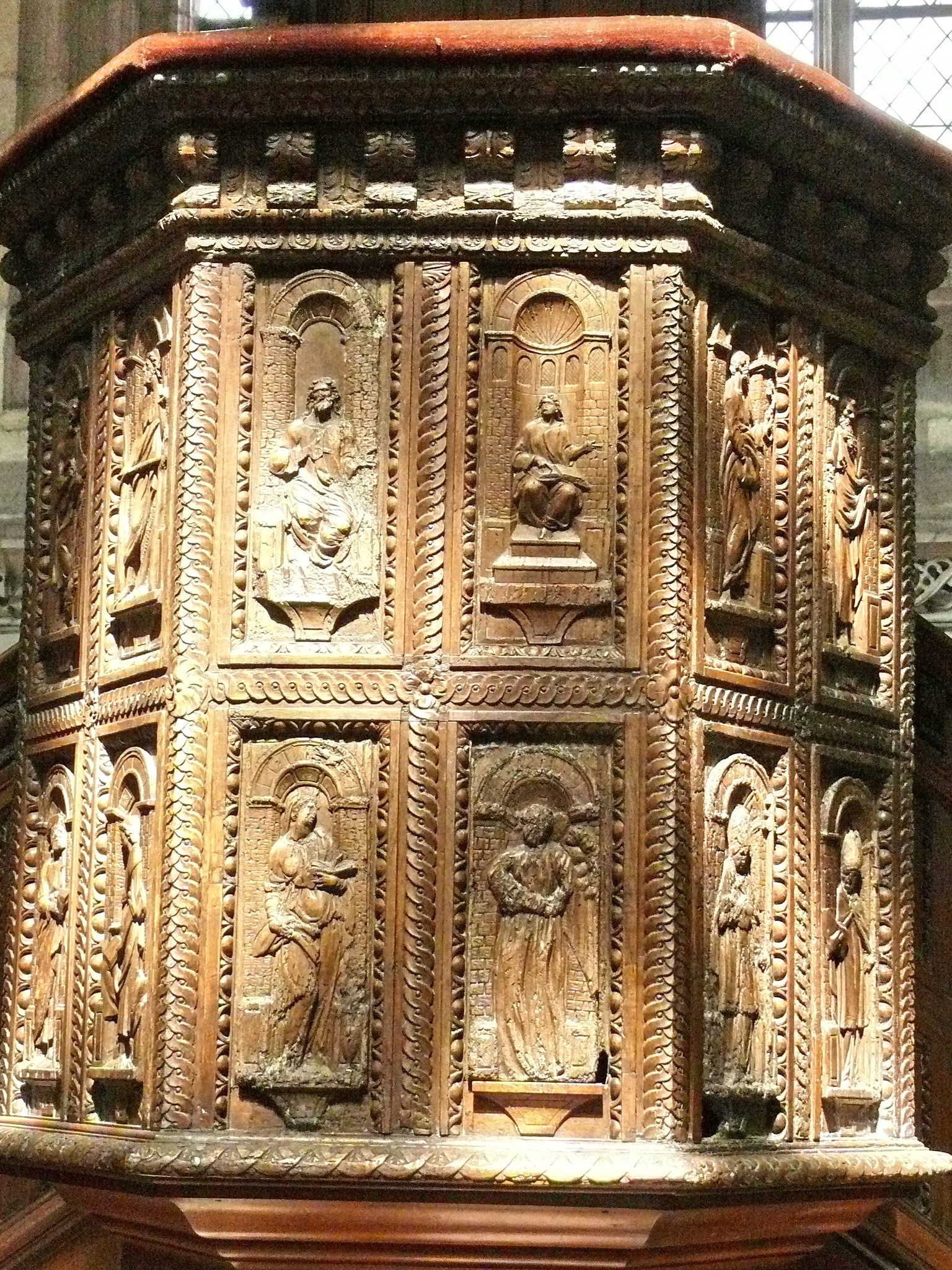
Les panneaux sculptés de la chaire de l'église.

- Ancienne minoterie Lambotte classée au titre des monuments historiques par arrêté du 4 octobre 2004[56], de la fin du XIXe siècle, qui a été utilisée jusqu'en 1972[57]. Une association en assure sa maintenance en vie et son ouverture au public[58],[59].

La minoterie Lambotte
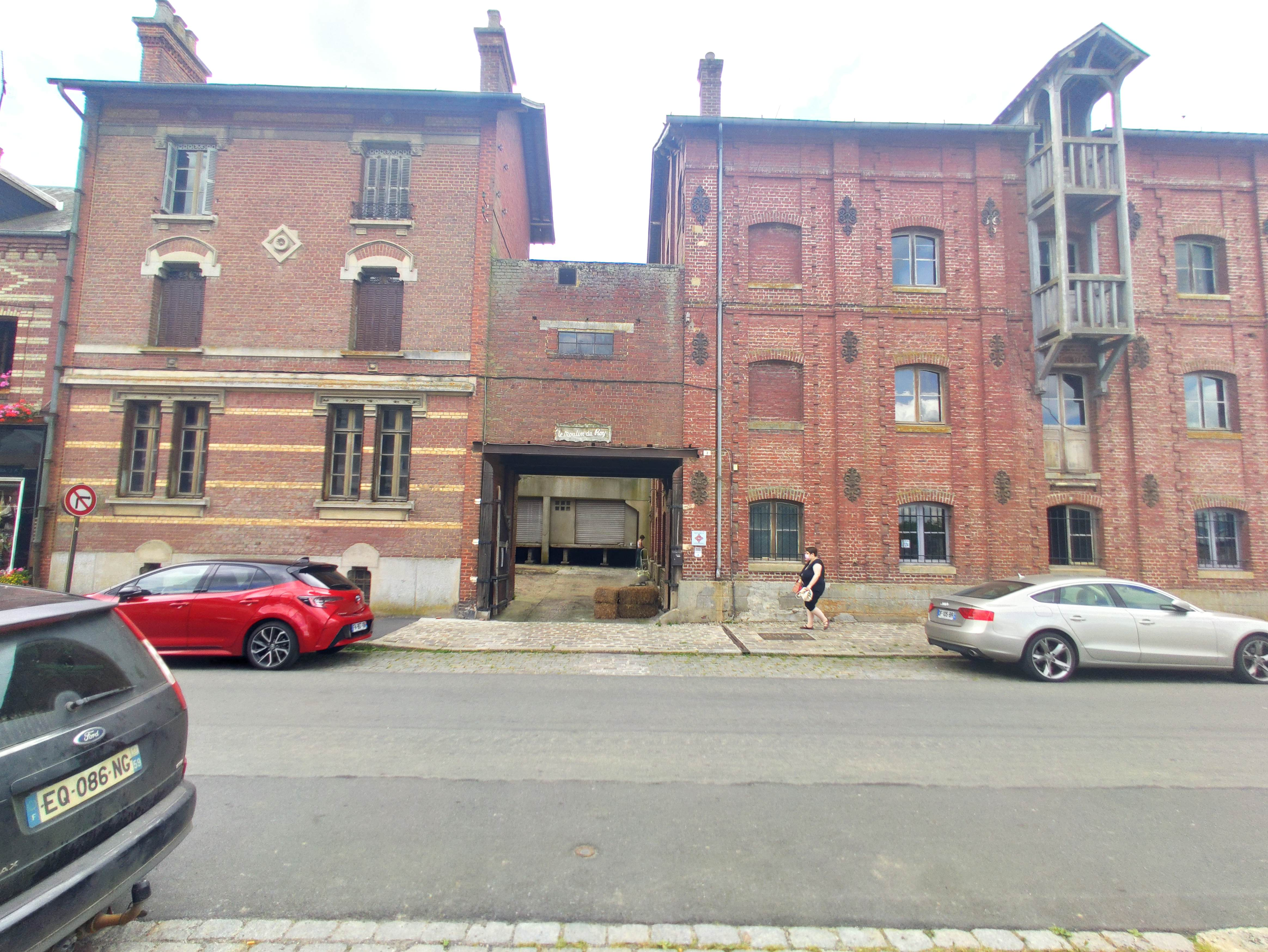
L'ancienne minoterie Lambotte.
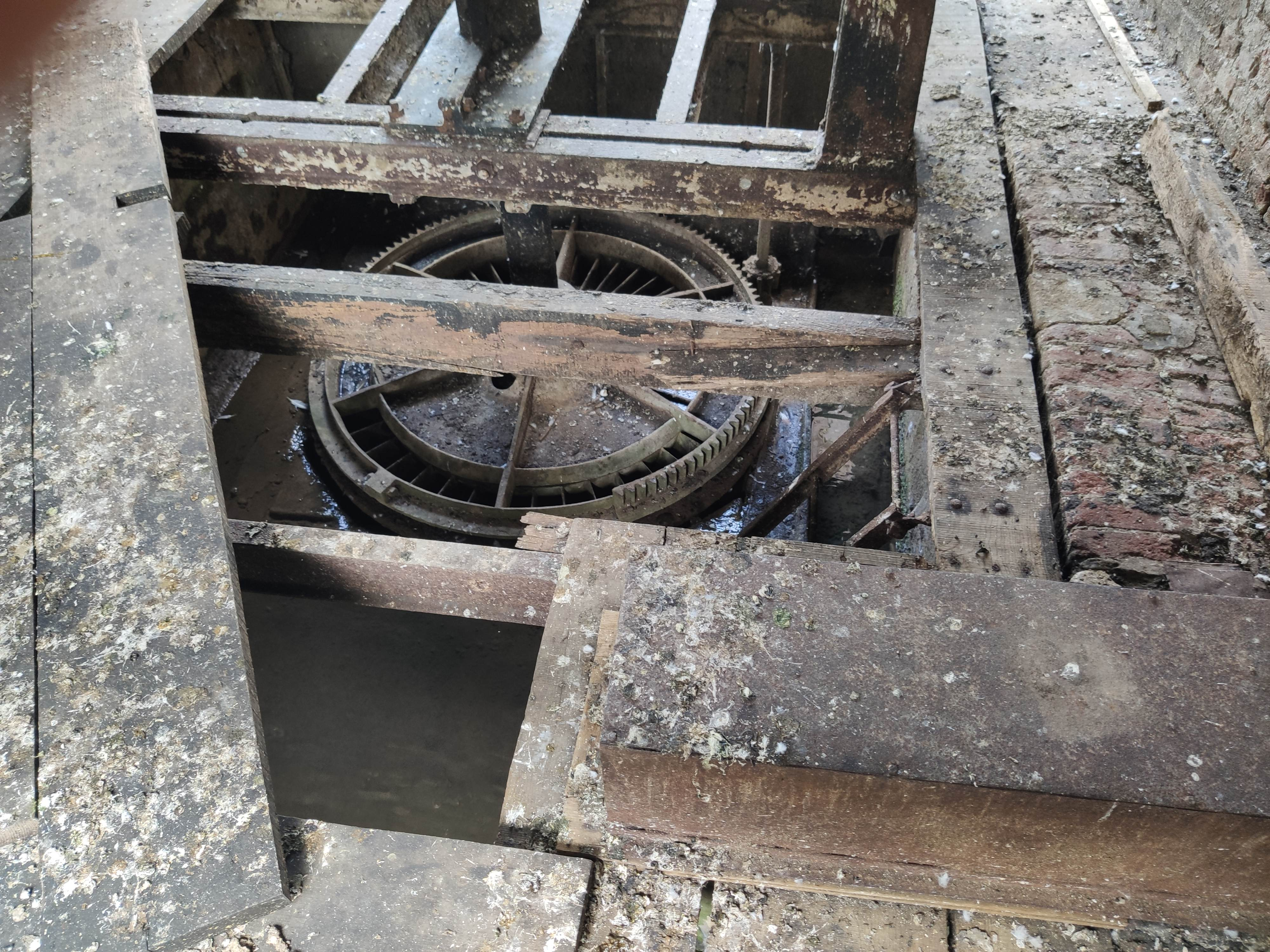
La turbine
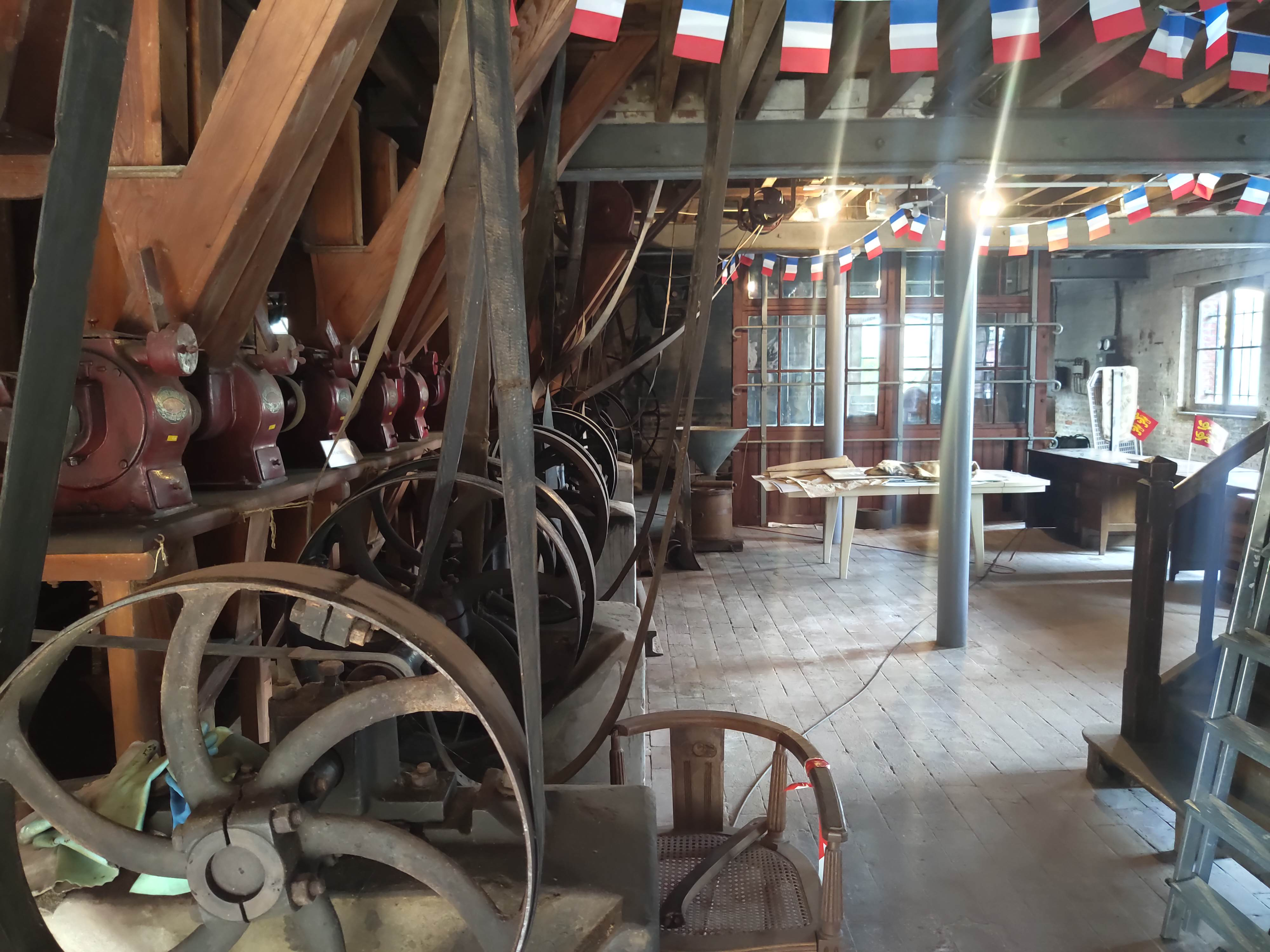
La salle des machines
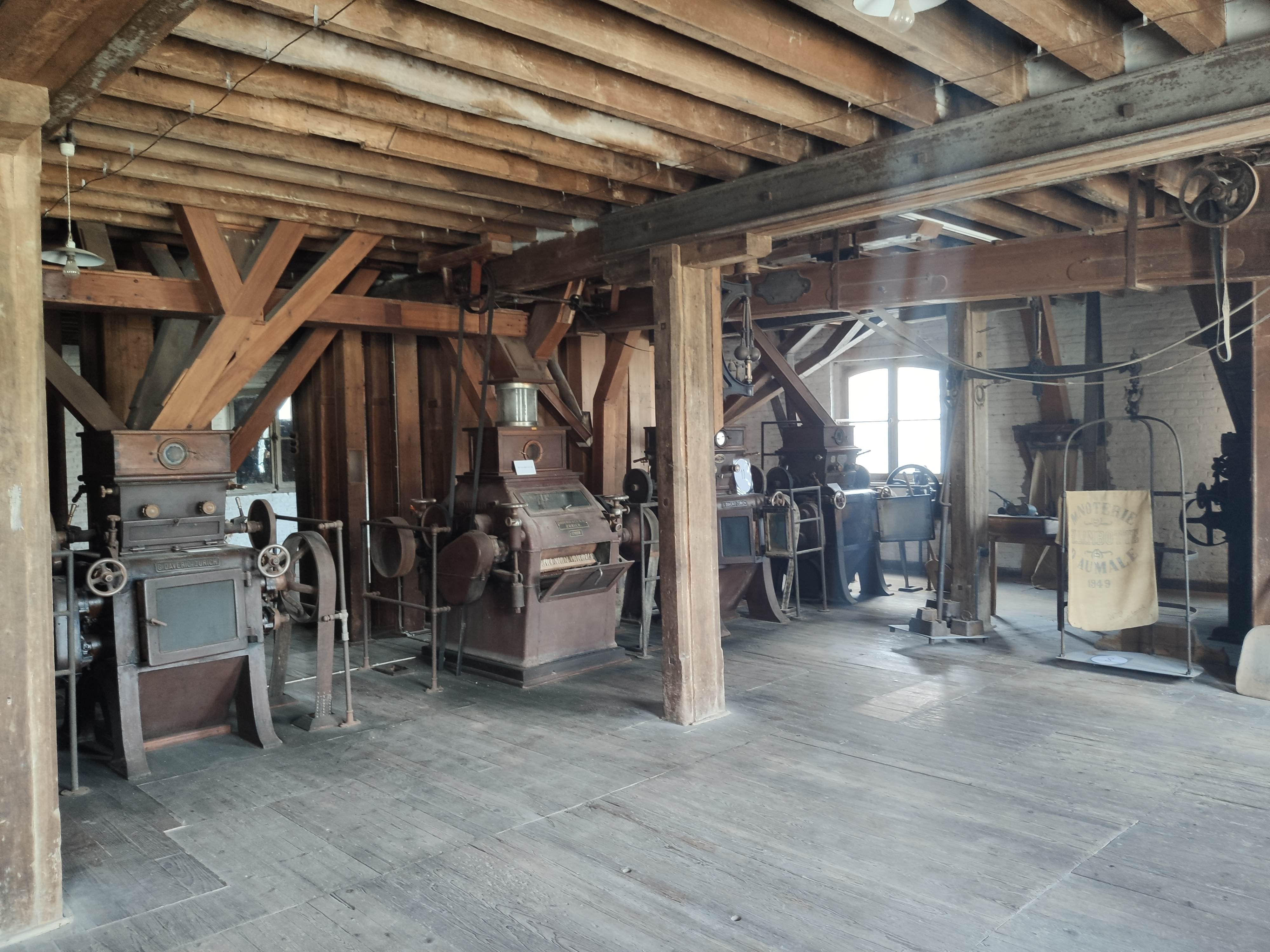
Premier étage

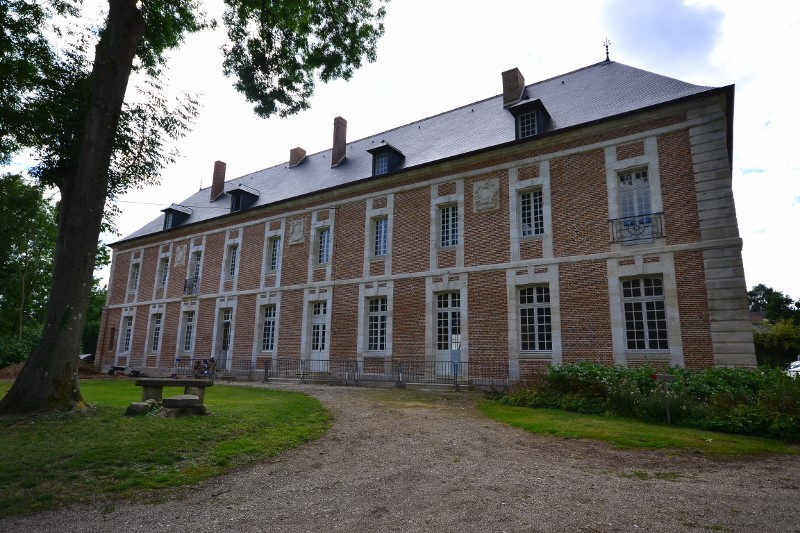
L'abbaye Saint-Martin d'Auchy.

- Ancienne abbaye Saint-Martin d'Auchy inscrite au titre des monuments historiques[60], créée au Xe siècle, dont subsistent la tour (XVIe siècle) et le dortoir des moines (XVIe siècle). À partir de bâtiments déjà existants, les moines de la congrégation de Saint-Maur refondent une abbaye au XVIIIe siècle.

Autres lieux et monuments

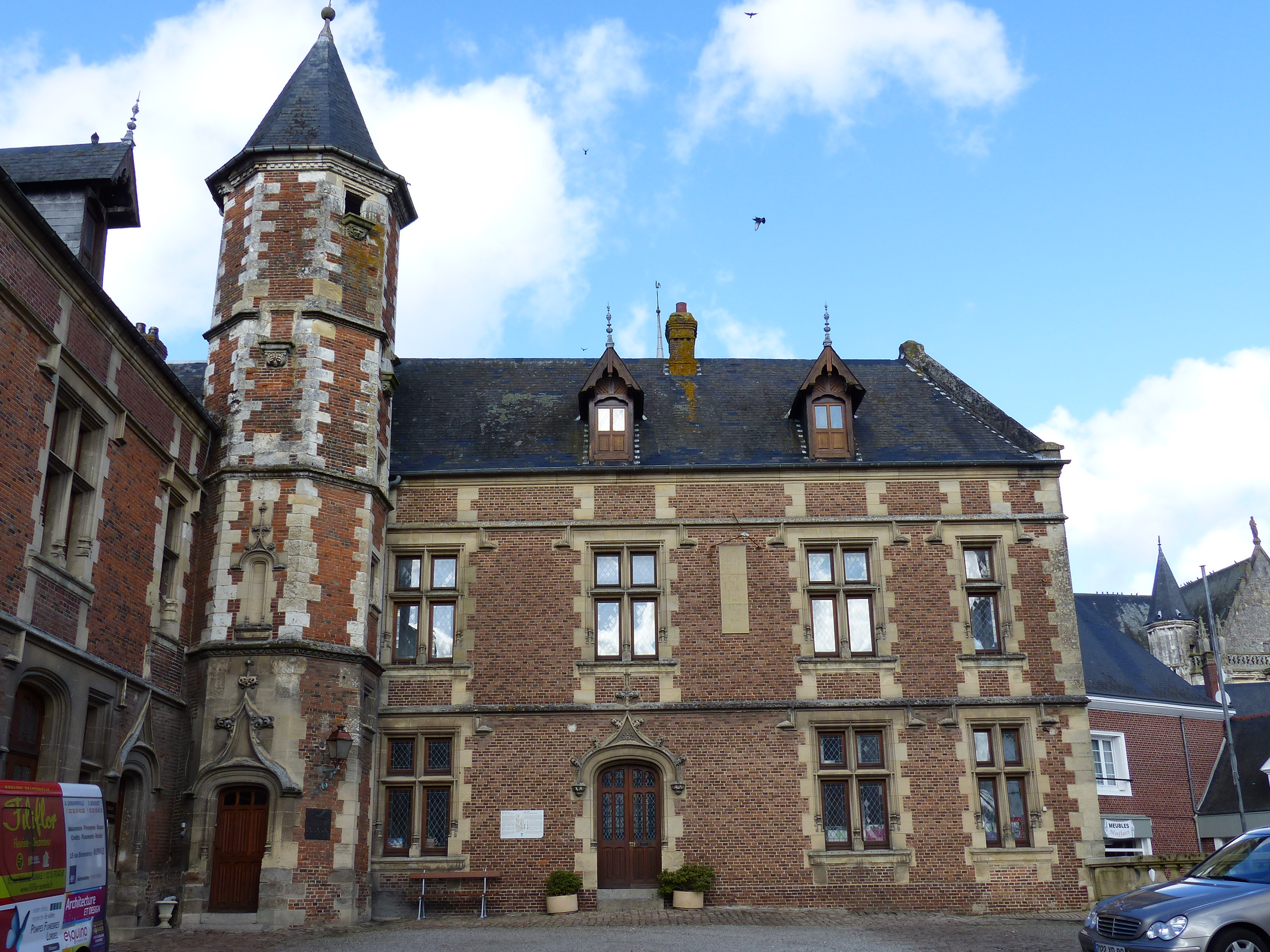
L'hôtel-de-Ville.

- Hôtel de ville, ancien hôtel particulier acquis par la ville en 1763, dont la tour et la partie gauche datent du XVIe siècle et l'autre aile, bien que du même style, date du XVIIe siècle. À l’intérieur, une collection de faïences rappelle l’existence à Aumale de deux manufactures entre 1811 et 1834[61].
Les changements de nom de la rue où il se trouve reflète les évolutions de la ville : aujourd'hui, il s'agit de la rue de l'Hôtel de Ville, mais elle a été désignée comme rue du Neuf-Bourg, rue de Marat, rue de la Loi, rue du Grenier à Sel et rues des Tavernes[61].
- Chapelle Notre-Dame du Cardonnoy des XIIIe et XVIIe siècles, ancien lieu de pèlerinage très fréquenté situé dans le hameau du Cardonnoy, sur la route du Tréport[62].

Vendue comme bien national à M. Le Cointe le 24 ventôse an IV (14 mars 1796) et rachetée à ses descendants par la commune à l'euro symbolique le 9 juin 2000.
Cette chapelle a été édifiée pour commémorer un miracle selon lequel une image de la Vierge, trouvée par un moine de l'abbaye Saint-Martin d'Auchy sur ce coteau, y était constamment revenue. Une chapelle existait déjà en 1157, puisque le pape Adrien IV confirmait dans une bulle les possessions de l'abbaye d'Auchy, et notamment de « l'église Sainte-Marie-au-delà-de-la-Bresle». De même, le roi d'Angleterre Henri II confirmait en 1160 sa donation à l'abbaye, dont la chapelle, dénommée en latin Sancta Maria ultra aquam.

La chapelle Notre-Dame du Cardonnoy
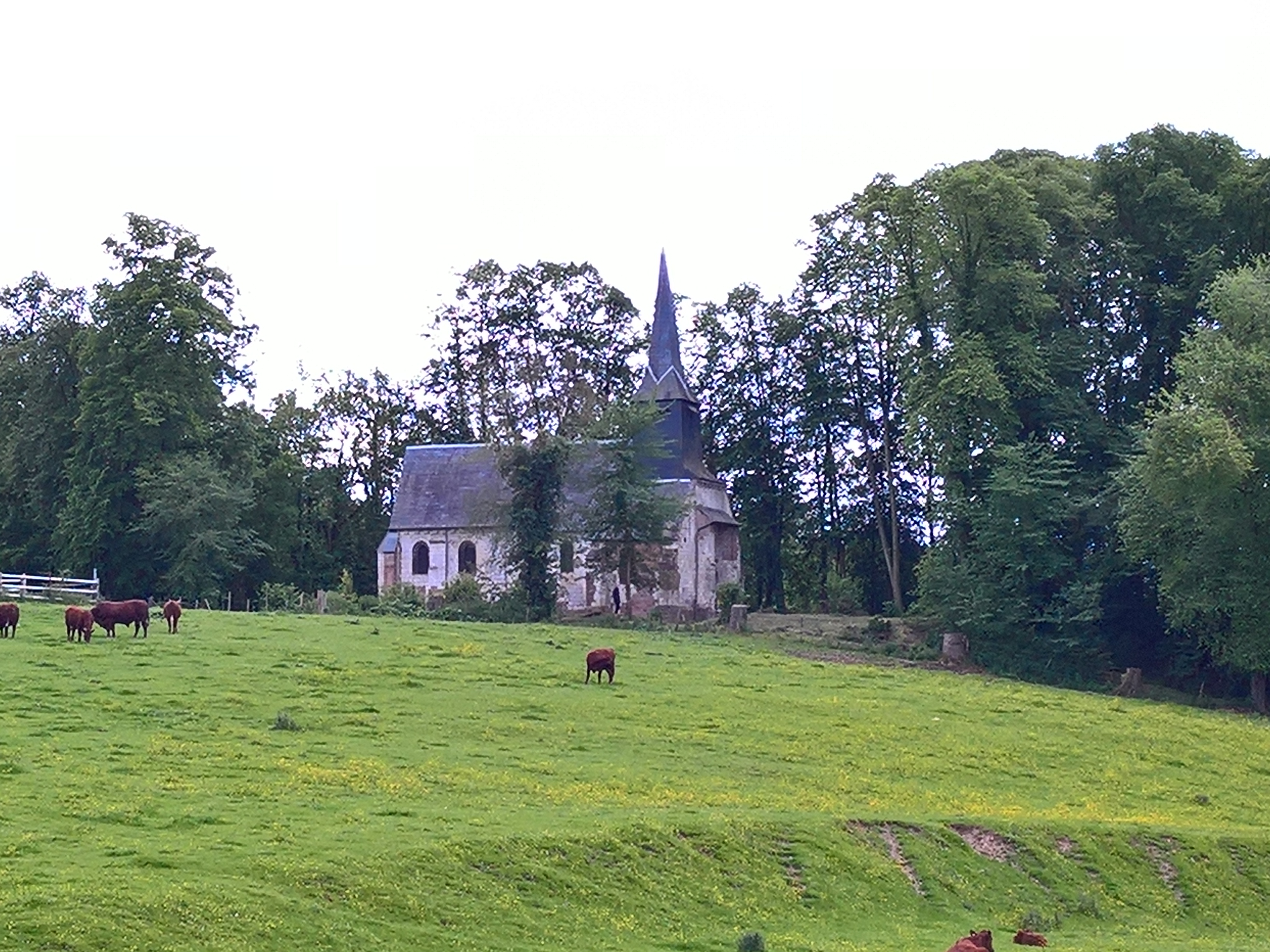
Vue générale de la chapelle.
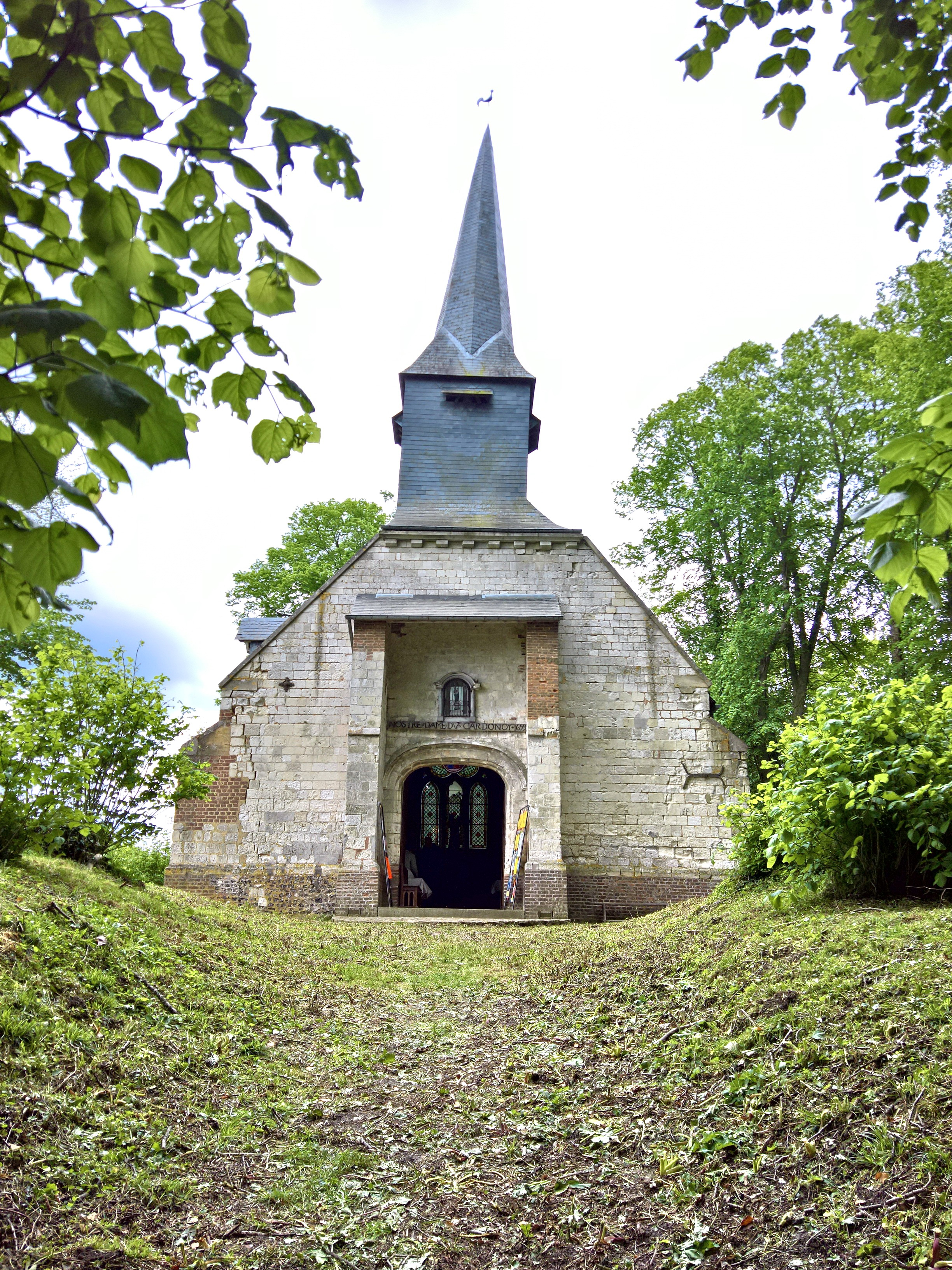
La façade.
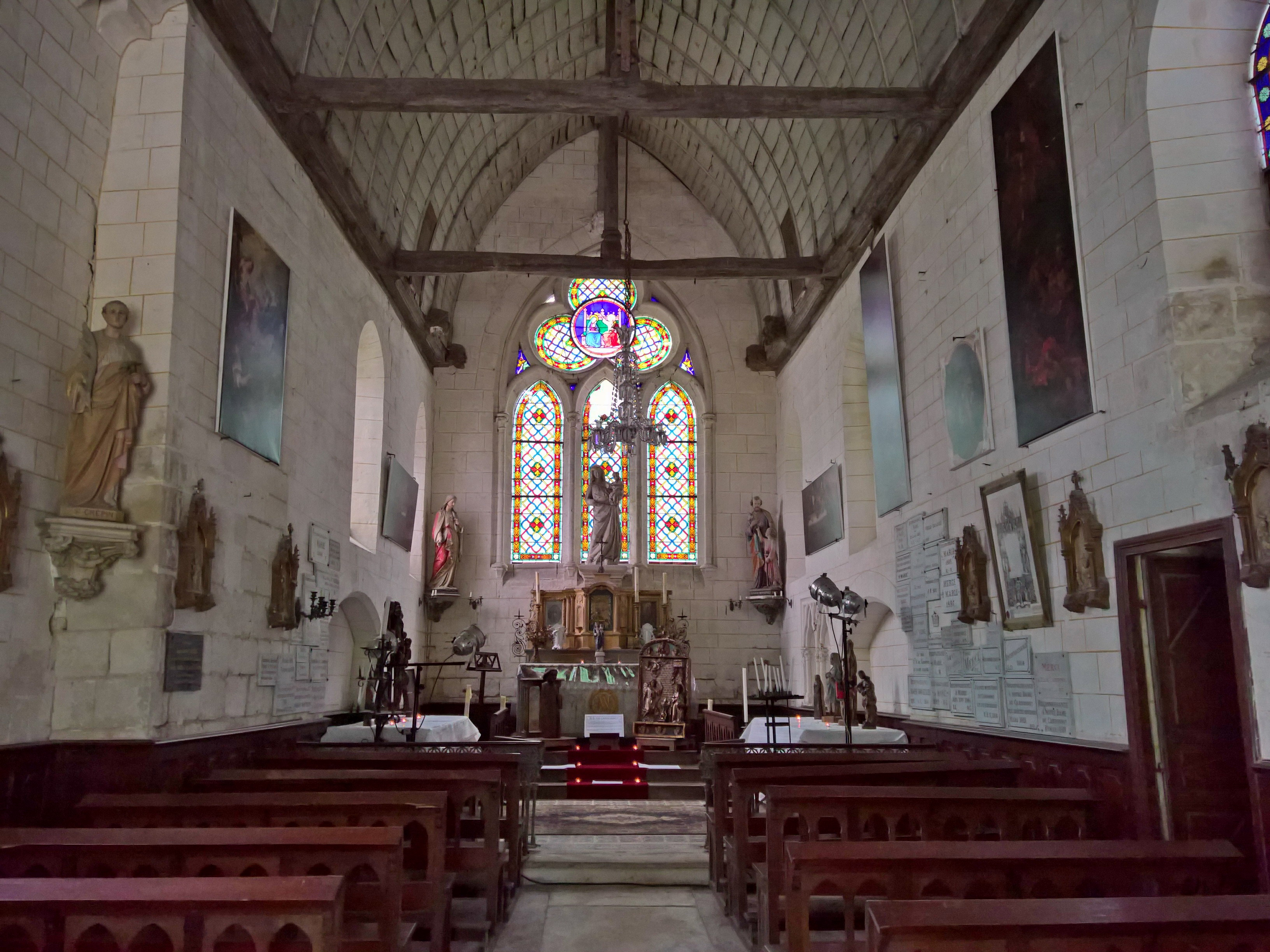
L'intérieur.

- Halle au beurre, construite en 1867 avec des vestiges du prétoire et de l'ancienne prison[61].

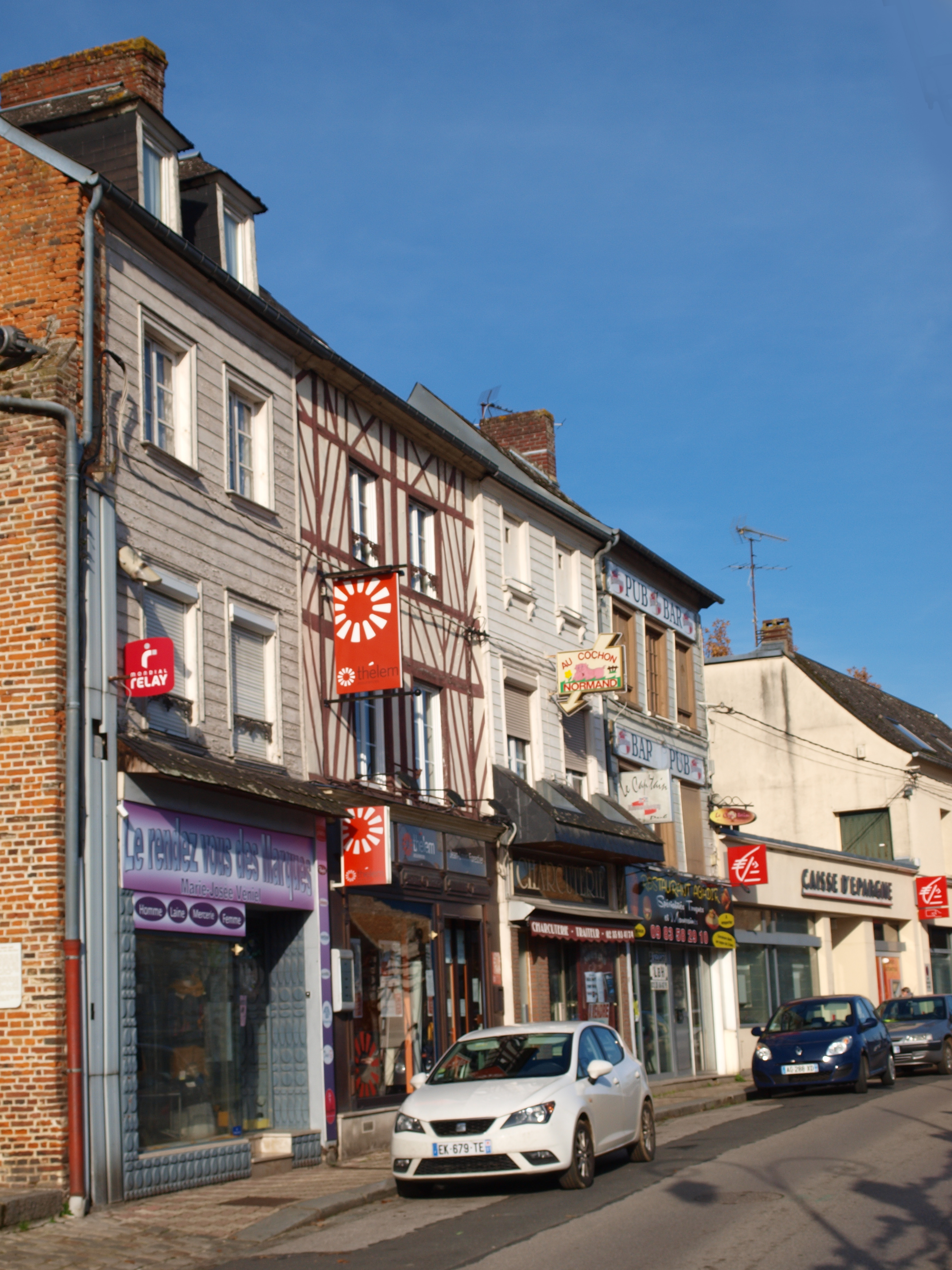
Boutiques, place des Marchés.

- Ensemble de maisons des XVIe et XVIIe siècles. Deux d'entre elles comprennent des poutres sculptées (1 de la rue du Vieux-Bourg et l'enseigne de l'ancien hôtel du Lion d'or, sur le parvis de l'église).

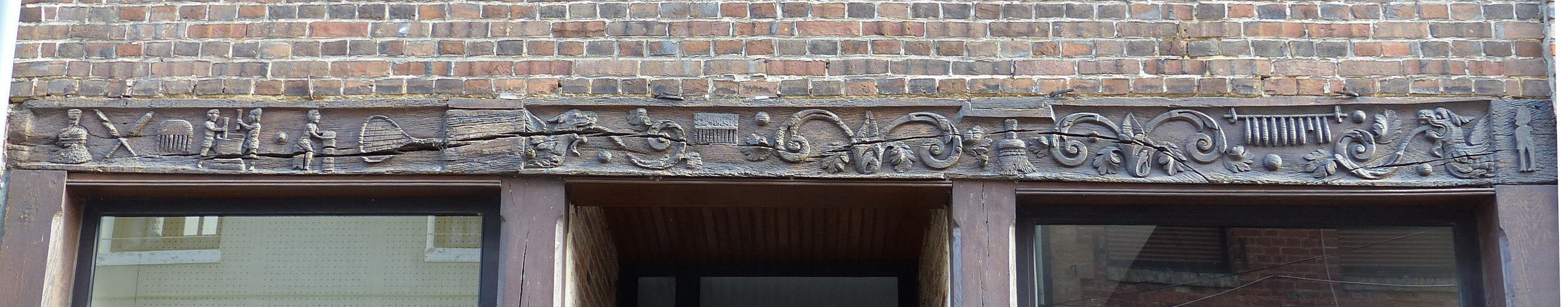
Poutre sculptée, rue Paul-Damois.

- Château d'Aumale, reconstruit pour la dernière fois au XVIIe siècle, restes consistant en porche d'entrée, pavillon et corps de garde. Le site est occupé par l'EHPAD résidence du duc d'Aumale.
- Château du Bois-Robin, du XVIIe siècle.
- Hôpital du XVIIe siècle.
- Collège Saint-Joseph, créé en 1595 par l’abbé Gallemand, docteur en théologie et fermé en 1887. Une association en est propriétaire depuis 1922[61].

- L'ancienne caisse d'épargne, 22 de la rue Claude Damois, ex-rue du Vieux-Bourg, acquise par la ville en 1891 auprès de M. Eustache pour y accueillir cet établissement de prévoyance, qui se trouvait en mairie depuis 1858. Le bâtiment est utilisé depuis 2001 comme bibliothèque municipale[61].
- Promenade du Grand Mail ou des Remparts autour de la ville.

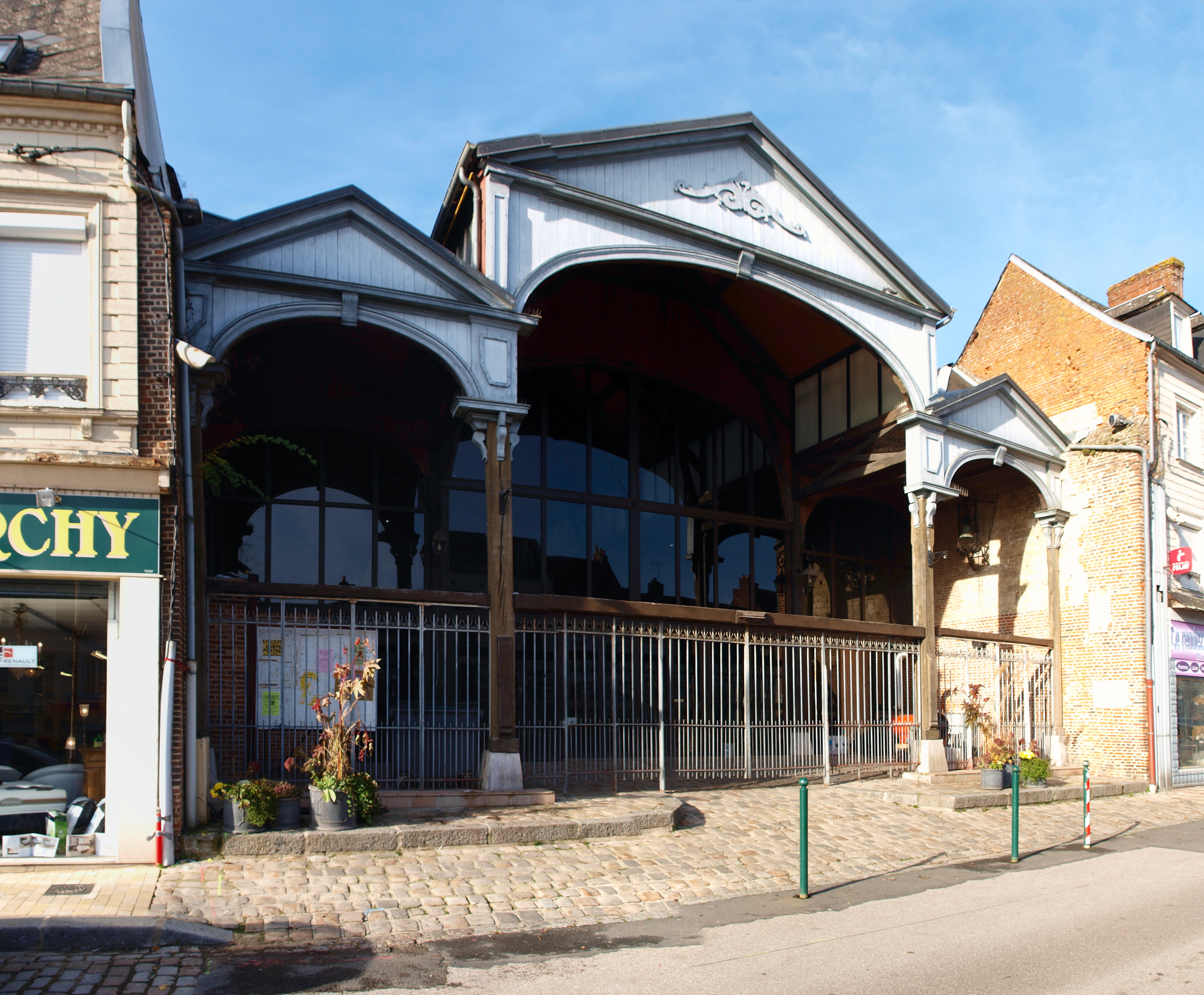
La Halle au beurre
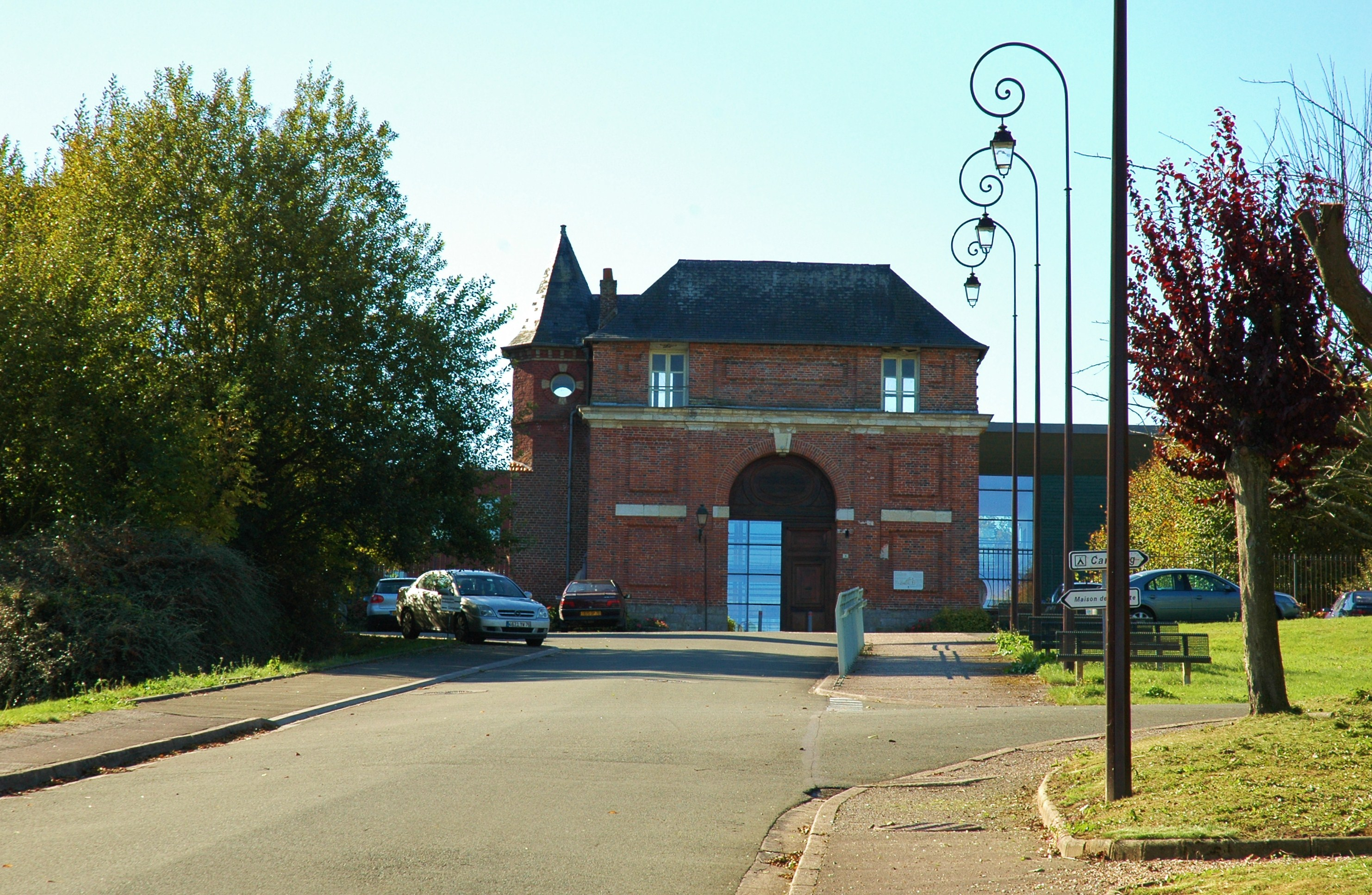
Vestiges du château (actuelle maison de retraite).
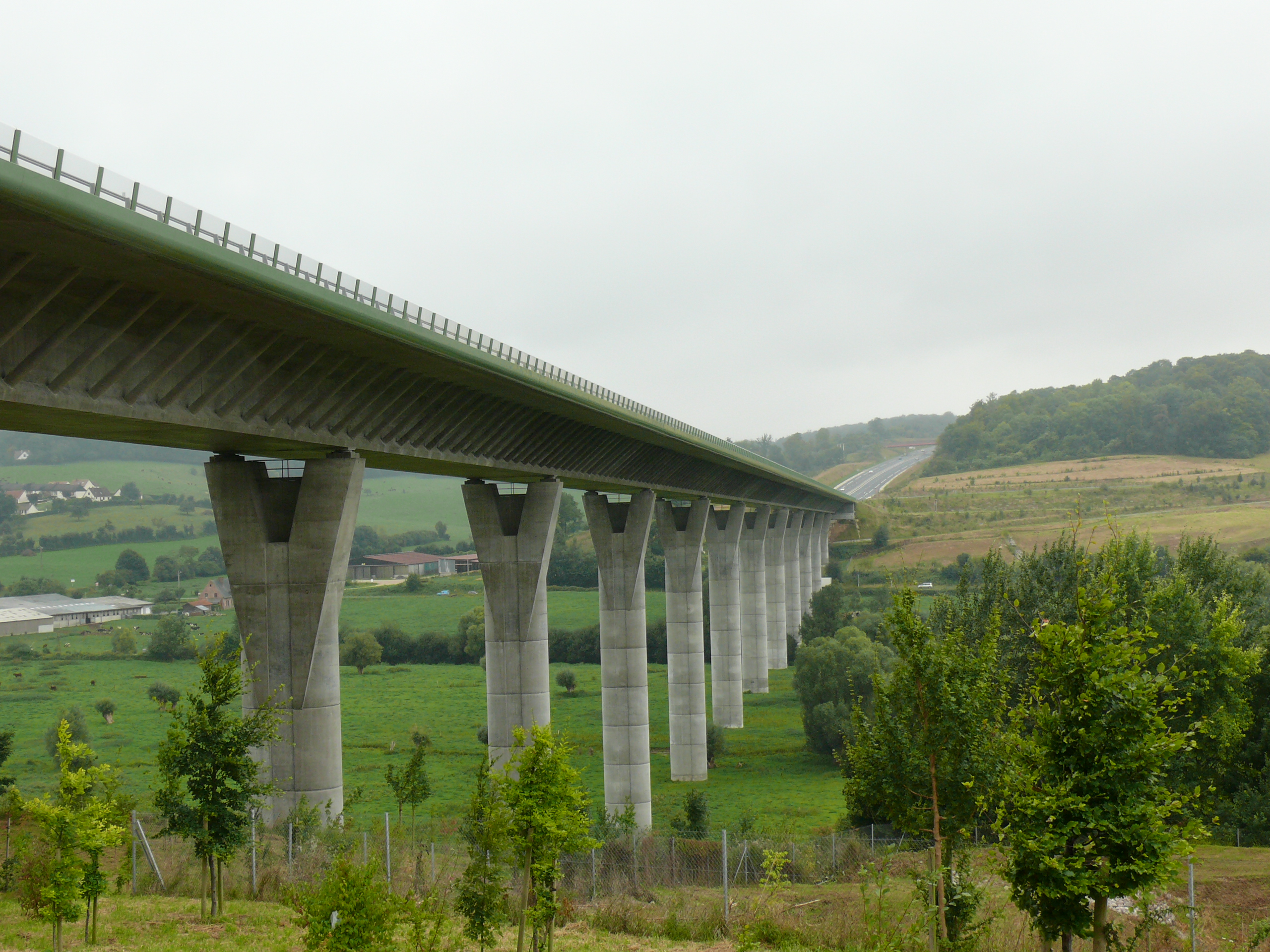
Viaduc de la Bresle, long de 755 m, construit en 2002-2004 pour supporter l'autoroute A29.
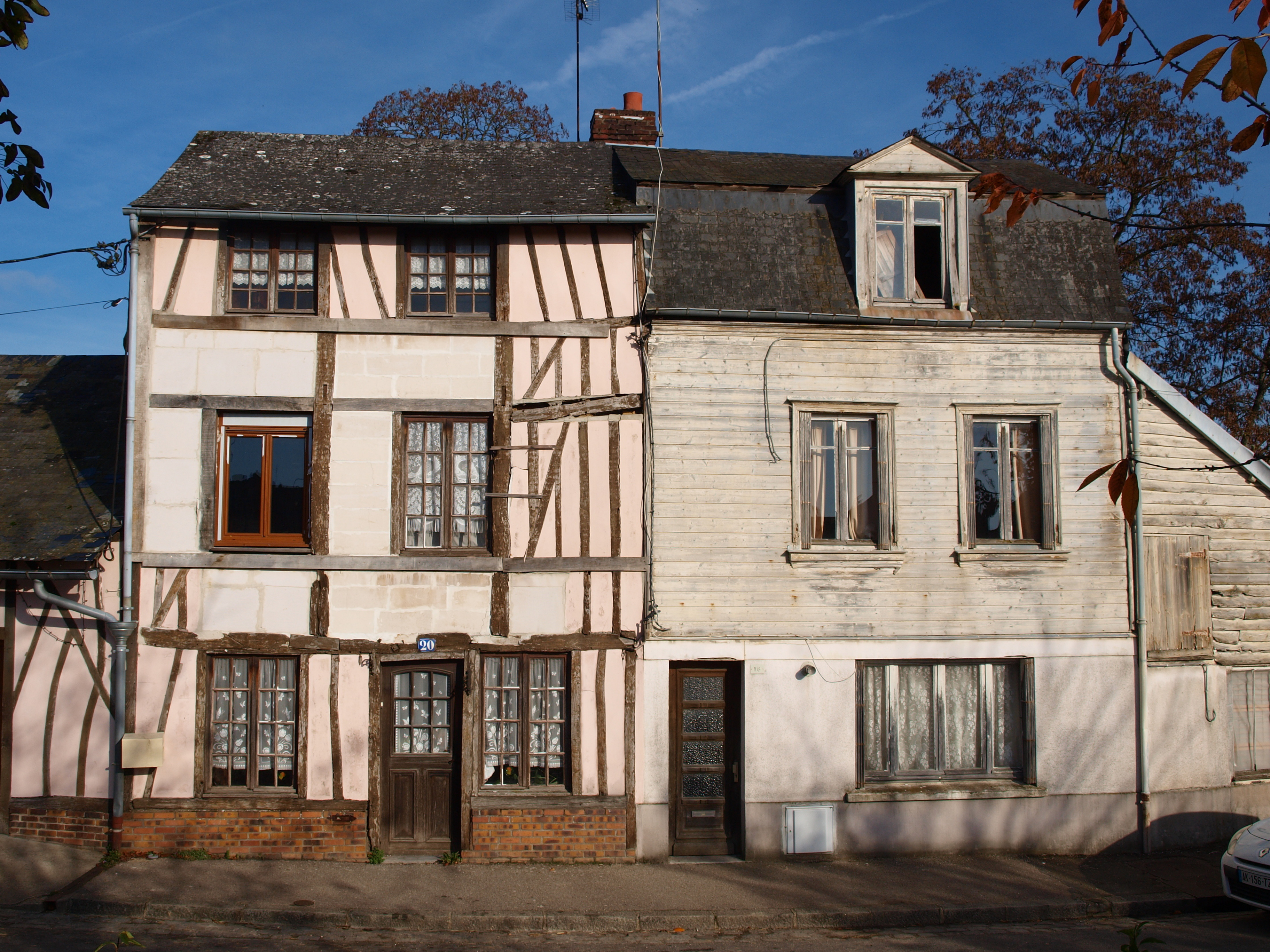
Vieilles maisons

- Ancien site de lancement de missiles (V1), datant de la fin de la Seconde Guerre mondiale[28].

### Personnalités liées à la commune
- Louis-Philippe Ier (1773-1850), dernier roi à avoir régné en France entre 1830 et 1848, duc d'Aumale.
- Henri d'Orléans (1822-1897), son fils, habituellement désigné sous son titre de duc d'Aumale, gouverneur général de l'Algérie qui participe à ce titre à la reddition d'Abd el-Kader en décembre 1847. Il est également l'un des premiers bibliophiles et collectionneurs d'art ancien de son époque.
- Alfred Le Petit (1841-1909), né à Aumale, peintre-caricaturiste, auteur de portraits féroces.
- Charlus (né en 1860 à Aumale - mort en 1951 à Verberie), chanteur.

### Héraldique
| Blason de Aumale (Seine-Maritime) | Blason  | D'argent à la fasce d'azur chargée de trois fleurs de lis d'or. |
| Blason de Aumale (Seine-Maritime) | Détails | Attribué par d'Hozier                                           |